# Taschenwagen

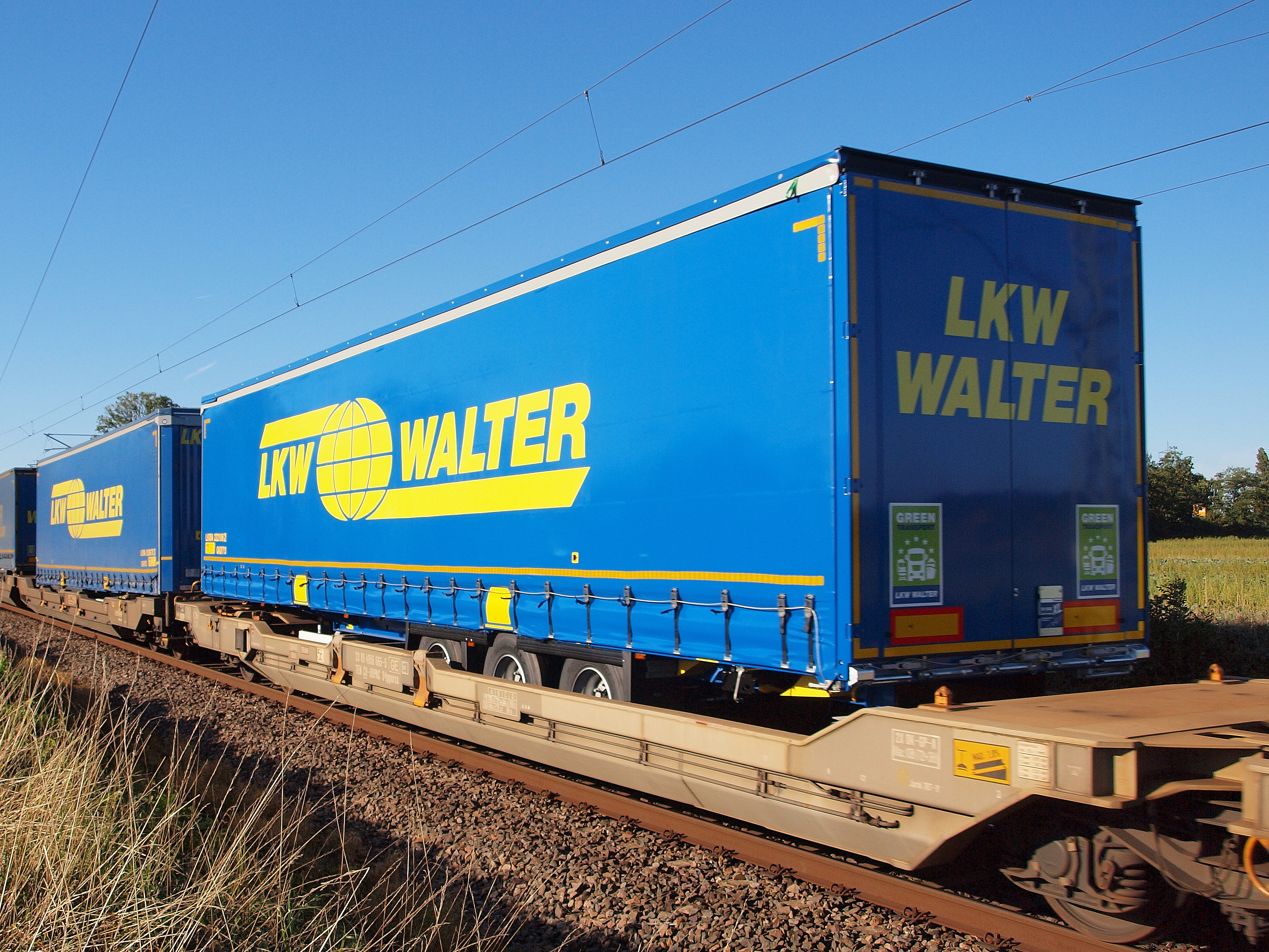
Gardinenplanen-Sattelanhänger der Spedition LKW Walter, verladen auf einem Doppeltaschenwagen T3000e der Hupac AG.

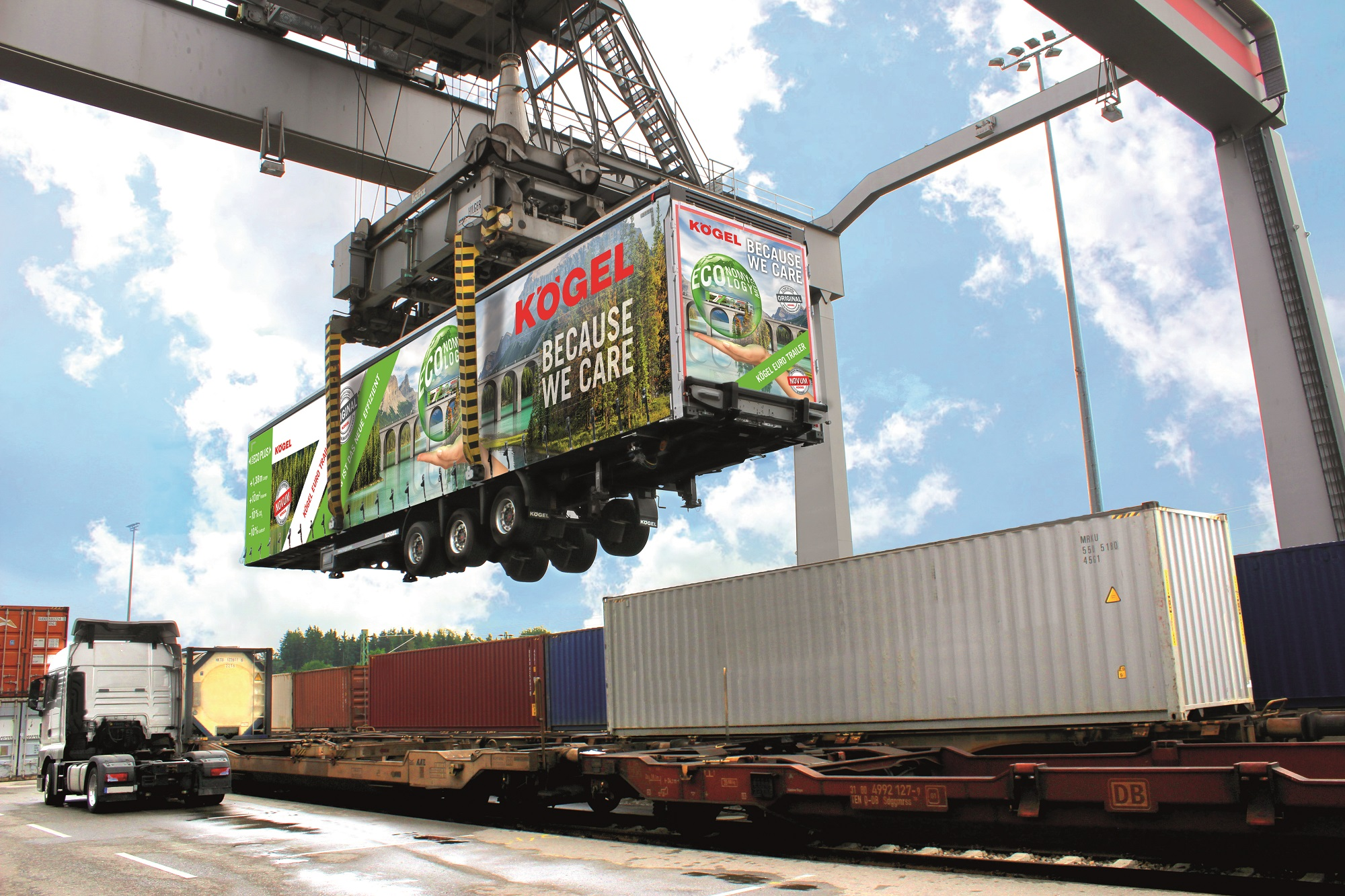
Vertikalumschlag eines Sattelanhängers mittels Portalkran und Spreader-Greifzangengeschirr.

Taschenwagen sind Eisenbahn-Güterwagen, konzipiert für den Transport von LKW-Sattelanhängern, Containern und Wechselbehältern. Taschenwagen bilden neben Containertragwagen und Niederflurwagen der Rollenden Landstraße (RoLa) den Wagenpark des Kombinierten Verkehrs (KV).
Die Bezeichnung des Güterwagens leitet sich von der mittig zwischen den Außenlangträgern abgesenkten Ladetasche ab. Sie bietet Platz für die Räder und das Fahrgestell eines Sattelanhängers. Die heute übliche Konstruktionsweise der Ladetasche auf einer Höhe von lediglich 270 mm über der Schienenoberkante gewährleistet, dass Sattelanhänger innerhalb des Lichtraumprofils auf Güterwagen befördert werden können.
Die Entwicklung von Taschenwagen, welche 1973 mit der Markteinführung des europäischen Einheitstaschenwagens T1 einen ersten Meilenstein erreichte, zielte von Beginn an auf eine polyvalente Wagenkonstruktion ab. Taschenwagen sind daher universell für den Transport von Sattelanhängern, Containern und Wechselbehältern geeignet. Die Fixierung von Containern und Wechselbehältern erfolgt über Klappriegel und ISO-Aufsetzzapfen, jene von Sattelanhängern mittels Stützbock.
Kennzeichnend für sämtliche Taschenwagen ist eine Zugehörigkeit zu der Güterwagengattung Flachwagen mit Drehgestellen in Sonderbauart, abgekürzt mit dem UIC-Gattungsbuchstabe „S“. Zudem werden für Taschenwagen die internationalen Kennbuchstaben „d“ (für den Transport für Straßenfahrzeugen geeignet), „g“ bzw. „gg“ (für den Transport von Containern ≤ 60′ bzw. > 60′) sowie „s“ bzw. „ss“ (für Züge bis 100 km/h bzw. bis 120 km/h) verwendet. Die Eignung für den Transport von Sattelanhängern und Containern wird zudem durch zwei gelbe Dreiecke gekennzeichnet, die ein schwarzes „P“ (für Sattelanhänger) bzw. „C“ (für Container) enthalten.

## Konstruktive Merkmale

### Ladetasche

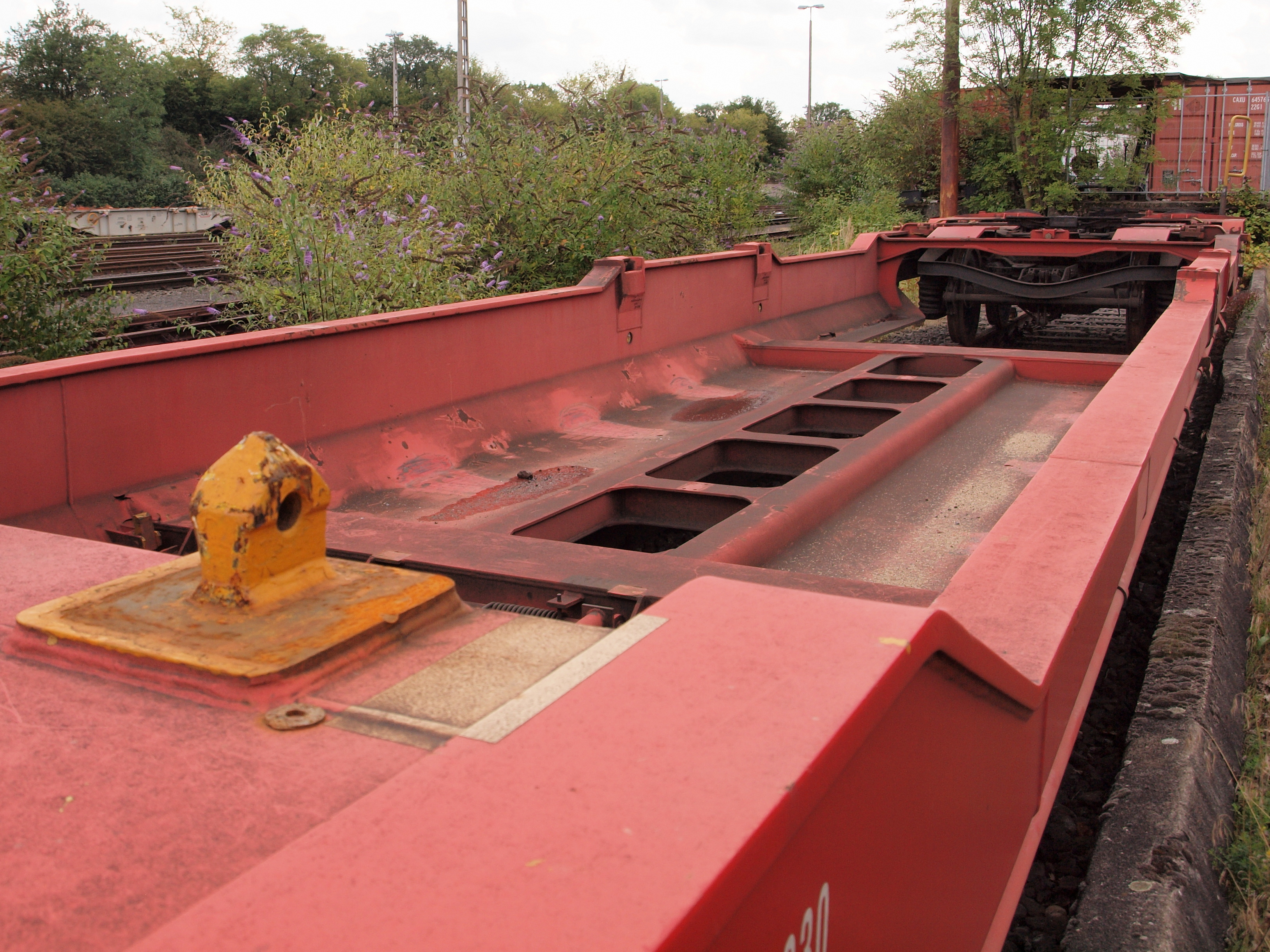
Ladetasche des Doppeltaschenwagens T3000e (Bauart Tatravagónka).

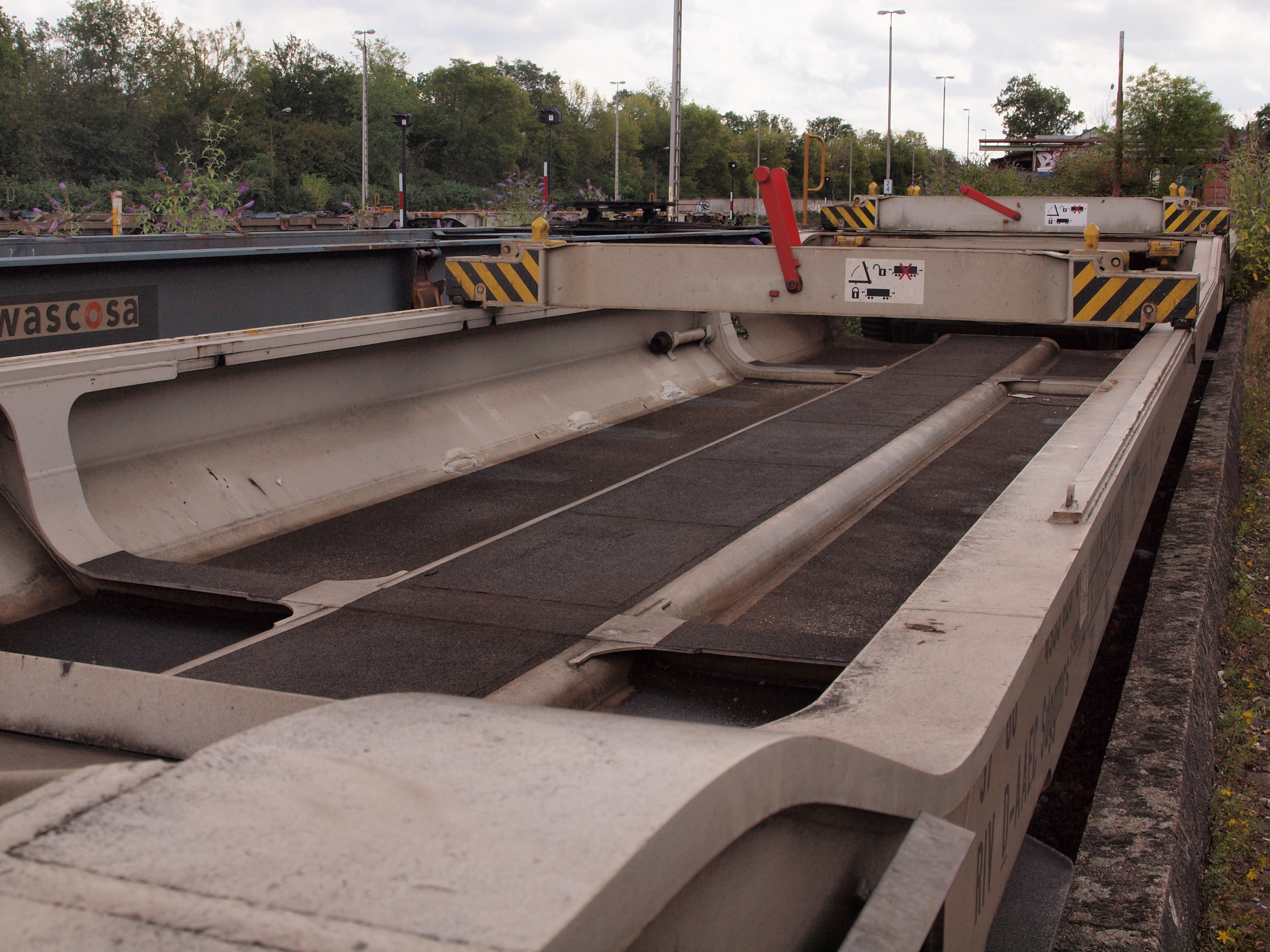
Ladetasche des Doppeltaschenwagens TWIN II.

Die zwischen den Außenlangträgern abgesenkte Ladetasche dient der Aufnahme der Räder von Sattelanhängern. Mehr als die Hälfte des Gesamtgewichts eines Sattelanhängers muss über die Ladetasche an die Wagenkonstruktion abgeführt werden. Während die Unterseite der Ladetaschen älterer Taschenwagen (insbesondere Bauart T1) noch Stützkonstruktionen aus Profilträgern (ein sogenanntes Sprengwerk) aufweist, wurden bei den heute verbreiteten Taschenwagen-Bauarten Vereinfachungen vorgenommen. Ausgehend von einem Patent der Waggonfabrik Talbot (Patent  DE3436932A1.‌) etablierte sich eine Konstruktionsweise aus zwei mit Querträgern verbundenen Halbschalen, deren Längskanten jeweils mit den Außenlangträgern des Taschenwagens verschweißt sind. Die aus Halbschalen und Querträgern zusammengesetzte Ladetasche bildet somit keinen geschlossenen Wagenboden, sondern weist regelmäßig angeordnete Aussparungen auf, die der Gewichts- und Materialeinsparung dienen. Eine Ausnahme bildet der Doppeltaschenwagen der Bauart TWIN, bei welchem die Ladetasche als vollständig geschlossene Wanne ausgebildet ist. Die Weiterentwicklung der Ladetaschen-Konstruktion ermöglicht bauartübergreifend eine Absenkung der Aufstandsfläche für Sattelanhänger von vormals 338 mm (Taschenwagen T1) auf einheitlich 270 mm über Schienenoberkante. Hieraus ergibt sich eine großzügigere zulässige Höhe der zu transportierenden Sattelanhänger.

### Stützbock

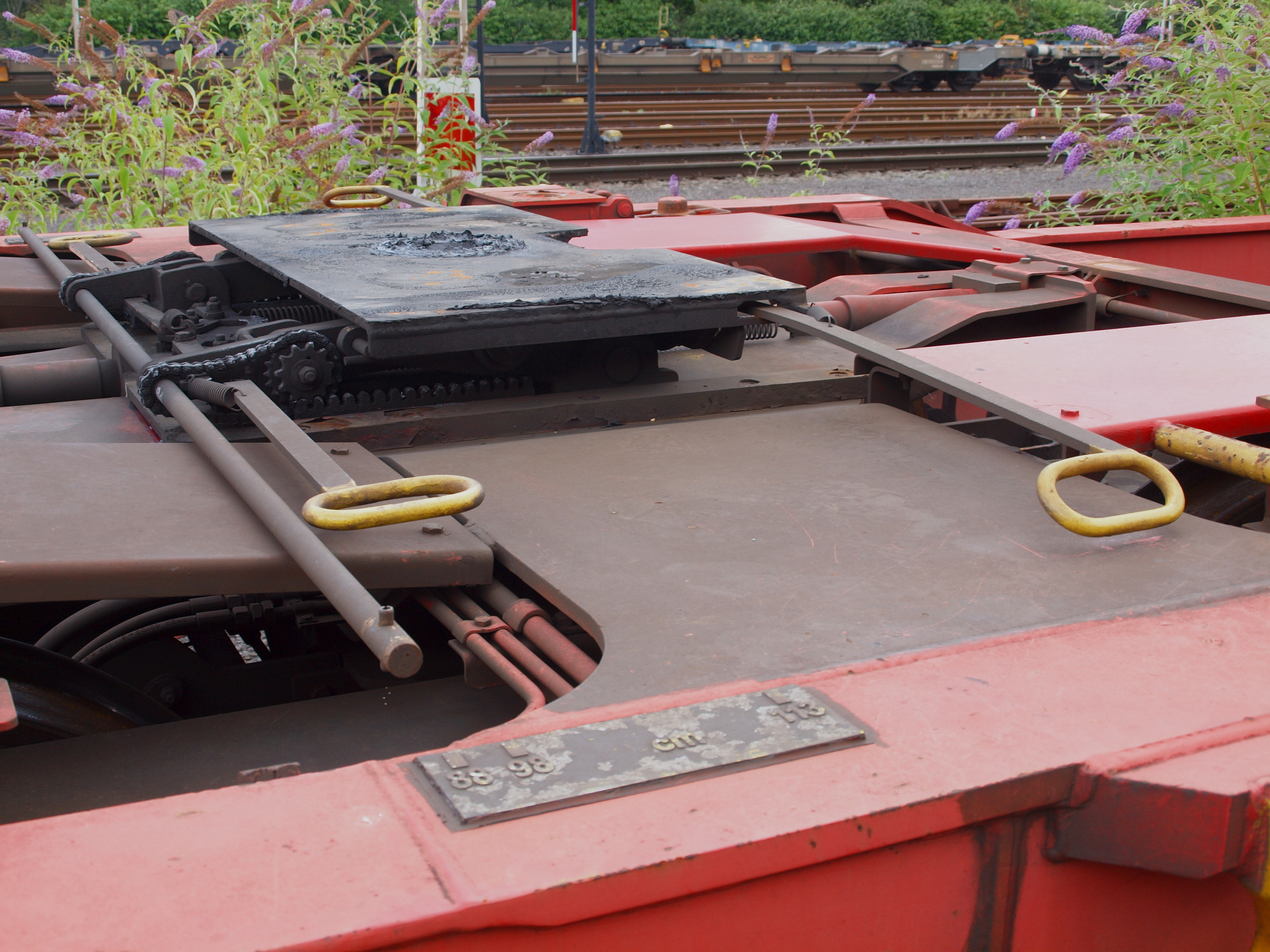
Höhenverstellbarer Stützbock des Doppeltaschenwagens T3000e in Ruheposition.

Sämtliche Taschenwagen sind mit einem oder – im Fall von Doppeltaschenwagen – mit zwei Stützböcken ausgestattet. Diese dienen der Lastaufnahme und Ladungssicherung von Sattelanhängern. Die bei dem Doppeltaschenwagen T3000 angewandte Konstruktionsweise sieht eine Höhenverstellbarkeit vor. Eine Verschiebung des Stützbocks in Längsrichtung, wie sie unter anderem bei der älteren Taschenwagen-Bauart T3 möglich ist, entfällt. Die gegenwärtig verbauten Stützböcke unterstützen drei international standardisierte Sattelhöhen (88 cm, 98 cm und 113 cm). Die Einstellung erfolgt über einen sogenannten T-Schlüssel, der händisch auf eine Kurbelwelle aufgesteckt und anschließend gedreht wird. Die Ladungssicherung von Sattelanhängern wird im Wesentlichen über den im Stützbock verbauten Verriegelungsmechanismus gewährleistet. Wird ein Zugsattelzapfen ordnungsgemäß in den Trichter des Stützbocks abgesenkt, öffnet sich der Verriegelungsmechanismus automatisch und schließt sich, sobald der Sattelanhänger vollständig auf der Stützbock-Kopfplatte aufliegt. Bei der Positionierung des Sattelanhängers im Vertikalumschlag per Portalkran oder Reachstacker wird neben dem Kranpersonal in der Regel eine weitere Person benötigt, die dem Kranpersonal Anweisungen gibt und die ordnungsgemäße Verriegelung des Stützbocks überprüft.
Die behördliche Untersuchung des Eisenbahnunfalls auf der Storebæltsbro ergab, dass der automatische Verriegelungsmechanismus untersuchter Stützböcke konstruktive Mängel aufwies. Die Unfallkommission kam zu dem Schluss, dass eine fehlerhafte Verriegelung dem Bedienpersonal nicht notwendigerweise angezeigt wird, da der für die manuelle Verriegelung zuständige Bediengriff auch in die Verriegelungsposition fallen kann, wenn der Königszapfen nach dem Absenken des Sattelanhängers nicht oder nicht vollständig verriegelt wurde. Hieraus ergab sich die Forderung nach weitergehenden Maßnahmen zur Gewährleistung der Ladungssicherung auf Taschenwagen. Mehrere Güterwagenvermieter (z. B. VTG, GATX) führten ein telematik- und sensorgesteuertes System ein, das dem Bedienpersonal auf einem Display anzeigt, ob ein Sattelanhänger ordnungsgemäß im Stützbock verriegelt wurde. Das Display wird üblicherweise beidseitig an den Außenlangträgern von Taschenwagen nahe des Stützbocks verbaut. Die Sensorik soll herkömmliche Kontrollen des Stützbocks unterstützen, diese jedoch nicht ersetzen.

## Anforderungen an den Sattelanhänger
Es können nur codifizierte, für den Bahntransport zugelassene Sattelanhänger verladen werden, da der KV spezifische Anforderungen in Bezug auf die Abmessungen sowie die Festigkeit von Sattelanhängern stellt. Die in DIN EN 13044-3 definierten Anforderungen gewährleisten die Kompatibilität der Sattelanhänger mit den Verladeanlagen (insbesondere sicherer Transport mithilfe von Greifzangengeschirr), Taschenwagen (vor allem in Bezug auf Länge, Breite und Tiefe der Tasche) und dem Lichtraumprofil von Bahnstrecken. Die erfolgreiche Bahnzulassung wird durch die verpflichtende Anbringung betrieblicher Kennzeichnungen an beiden Seitenwänden des Sattelanhängers dokumentiert. Die Kennzeichnungen enthalten den sogenannten ILU-Code (ILU für Intermodal Loading Unit), Angaben zu dem zulässigen Lichtraumprofil, die einzustellende Stützbockhöhe bei Taschenwagen, Angaben zu der Festigkeit von Sattelanhängern sowie einen Kompatibilitätsschlüssel, der festlegt, für welche Taschenwagen-Bauarten der Sattelanhänger geeignet ist.

## Patente
Die Entwicklung von Taschenwagen und hierfür benötigter Begleittechnologien (z. B. Stützböcke, klappbare ISO-Aufsetzzapfen, Tragevorrichtungen für nicht-kranbare Sattelanhänger) baut auf zahlreichen erfolgreichen Patentanmeldungen insbesondere beim Deutschen Patent- und Markenamt sowie dem Europäischen Patentamt auf. Die nachfolgende Tabelle gibt einen nicht abschließenden Überblick über die seit den 1970er Jahren erteilten Patente für Taschenwagenkonstruktionen und relevante Begleittechnologien.
| Patenterteilung | Patentstellen                       | Patentinhaber                 | Patentbezeichnung                                                                                              | Patentnummer             |
| --------------- | ----------------------------------- | ----------------------------- | --- | ------------------------ |
| 22.11.1979      | AT, DE, EP, YU                      | Kombiverkehr                  | Stützbock mit Verriegelung für den Bahntransport von Sattelaufliegern                                          | Patent DE2821697A1.‌      |
| 24.04.1986      | AT, DD, DE, DK, EP, ES              | Waggonfabrik Talbot           | Eisenbahn-Güterwagen zum Transport von Sattelanhängern                                                         | Patent DE3436932A1.‌      |
| 15.10.1987      | CH, DE, IT                          | Ferriere Cattaneo             | Güterwagen, der als Taschenwagen ausgebildet ist                                                               | Patent DE3711409A1.‌      |
| 18.11.1992      | ATE, CS, CZ, DE, DK, EP, ES, FI, PL | Waggonfabrik Talbot           | Eisenbahngüterwagen                                                                                            | Patent DE9105055U1.‌      |
| 10.12.1992      | DE                                  | Niesky Waggonbau              | Fahrzeug-Mittelteil für Taschenwagen                                                                           | Patent DE4118687A1.‌      |
| 16.09.1993      | DE                                  | Niesky Waggonbau              | Stützbock für auf Eisenbahnwagen zu transportierende Sattelauflieger                                           | Patent DE4207804A1.‌      |
| 29.09.1994      | AT, DE, EP, ES                      | Waggonfabrik Talbot           | Festlegevorrichtung für Wechselaufbauten und / oder Container                                                  | Patent DE4309683A1.‌      |
| 25.07.1996      | DE                                  | Niesky Waggonbau              | Versenkbare und verschiebbare Container-Aufsetzzapfen                                                          | Patent DE19502628A1.‌     |
| 25.06.2003      | AT, AU, EP, WO                      | Ferriere Cattaneo             | Eisenbahngüterwagen und Verfahren zum Transport von Sattelanhängern                                            | Patent EP1321342A1.‌      |
| 20.01.2011      | CH, DE                              | Kombiverkehr                  | Stützbock für einen Taschenwagen                                                                               | Patent DE102009032905A1.‌ |
| 02.11.2016      | SK                                  | Tatravagónka                  | Folding handle in particular of flat wagon                                                                     | Patent SK7584Y1.‌         |
| 16.05.2017      | DE                                  | Kolowag                       | Stromversorgung von Eisenbahngüterwagen für den Transport von Behältern, Zisternen, Anhängern und Aufliegern   | Patent DE202017101947U1.‌ |
| 19.09.2019      | DE, EP, US, WO                      | Franz Blum; Peter Blum        | Güterwagen zum Transport von Ladegut und Wanne für einen solchen Güterwagen                                    | Patent DE102018204089A1.‌ |
| 05.02.2020      | SN, EP, PL, US                      | Kässbohrer; Franz Blum        | Hebbare Tragvorrichtung                                                                                        | Patent EP3604072A1.‌      |
| 18.03.2020      | CN, EA, EE, EP, GE, LT, RU          | Ivanov Vladimir Vladimirovich | Verfahren zum Beladen eines Kraftfahrzeugaufliegers auf einen Flachwagen                                       | Patent EP3623244A1.‌      |
| 06.05.2020      | CN, EA, EP, FR, PL, US, WO          | Lohr Industrie                | Verfahren zum Laden / Entladen eines Sattelaufliegers auf einem Taschenwagen und dafür geeigneter Taschenwagen | Patent EP3645365A1.‌      |

## Typen

### T1 (Sdgkms707)
Die Entwicklung eines europaweit einsetzbaren Taschenwagens wurde von Vertretern der Union Internationale Pour le transport combine Rail-Road (UIRR) koordiniert. Neben der Deutschen Bundesbahn beteiligten sich insbesondere die SNCF an der technischen Entwicklung der polyvalenten, für die Beförderung von Sattelanhängern, Wechselbehältern sowie Containern geeigneten Taschenwagen-Bauart T1. Die ersten Wagen wurden 1973 in Betrieb genommen. Unter der nicht mehr gebräuchlichen Bezeichnung Skss-z 707 beschaffte die Deutsche Bundesbahn insgesamt 700 Taschenwagen der Bauart T1. Baugleiche Wagen wurden von weiteren europäische Bahngesellschaften in Betrieb genommen, darunter die SNCF, Novatrans und Kombiverkehr. Ende der 1990er Jahre waren ca. 1500 Wagen des Typs T1 im Einsatz. Hiervon entfielen 494 Wagen auf die DB Cargo. Nach UIC-Merkblatt 571-4 erhielt der Taschenwagen T1 das UIC-Gattungszeichen Sdkms(s) und die Bauartnummer 707.
Zentrale Merkmale des T1 sind eine Länge über Puffer von 16.440 mm und eine Lastgrenze von 33 t. Beides erwies sich ab den frühen 1980er Jahren als zu gering, nachdem sich Sattelauflieger mit längeren Abmessungen sowie höheren zulässigen Gesamtgewichten durchgesetzt hatten.
Die DB Schenker Rail AG verzeichnete im Jahr 2009 Taschenwagen des Typs Sdgkms707 mit 37 t Lastgrenze. Die Aufwertung des T1 gelang durch die Verwendung größerer Radsätze (920 mm statt 730 mm Durchmesser), welche eine Vergrößerung des Drehzapfenabstands (13,30 m statt 11,20 m) zur Folge hatte. Die Weiterentwicklung wird als Taschenwagen-Bauart T1b bezeichnet.
Bei der DB Cargo AG wurden ab 1997 Bauteile ausgemusterter Sdgkms707 für den Tragwagen Sgkkms698 verwendet.
Ein vom Bayerischen Staatsministerium für Wohnen, Bau und Verkehr gefördertes Projekt Future Trailer for Road and Rail, in dem Maßnahmen für den KV der Zukunft entwickelt wurden, zeigt die Notwendigkeit einer Ausmusterung der in Europa noch vorhandenen Restbestände der Taschenwagen-Bauart T1a auf.

### T2 (Sdgmss)
Die Taschenwagen-Bauart T2 ist eine Nischenbauart der FS. Es wurden 50 Wagen des Typs T2 mit einer Länge über Puffer von 17.290 mm, einer Lastgrenze von 35 t und einem Raddurchmesser von 840 mm gebaut und im Jahr 1984 in Betrieb genommen. Die Wagen der Bauart T2 wurden von den Unternehmen Trenitalia Cargo und CEMAT genutzt, die heute Teil des Güter- und Logistikunternehmens Mercitalia sind.

### T3 (Sdgmns743)

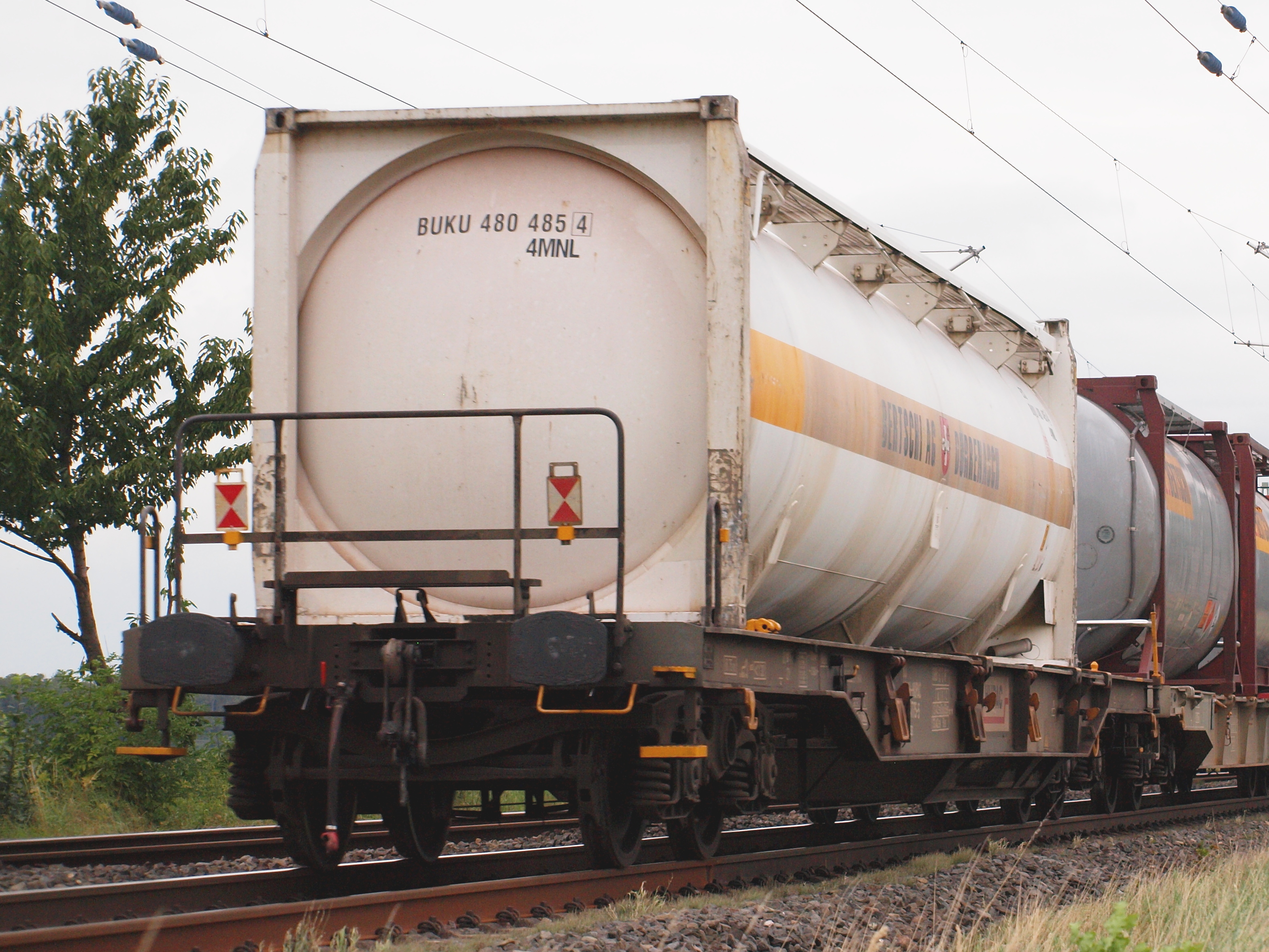
Taschenwagen T3 der Hupac AG mit 40 ft.-Tankcontainer des Logistikunternehmens Bertschi AG

Aufgrund der zu geringen Nutzlast der Taschenwagen-Bauart T1a wurde ab 1984 die Taschenwagen-Bauart T3 gebaut. Dieser Wagen ist mit 18.340 mm fast zwei Meter länger als das Vorgängermodell T1 und besaß bei seiner Markteinführung eine Lastgrenze von 59 t. Die in den 1990er Jahren realisierten Bauserien weisen eine auf 69 t erhöhte Lastgrenze auf. Die erhöhte Lastgrenze ermöglicht den Transport von sehr schweren Sattelaufliegern, jedoch keine Megatrailer. Das Eigengewicht des T3 stieg im Vergleich zum T1 um fünf Tonnen auf 21 t an.
In den 1990er Jahren wurde der Taschenwagentyp von den Güterwagenherstellern MSV Studénka, Talbot und Waggonbau Niesky produziert. Um 1990 lieferte Talbot 170 Exemplare des T3 an Kombiwaggon. Die Wagen mit der Bezeichnung Sdgmns743 besitzen eine Lastgrenze von 69 t. Waggonbau Niesky lieferte in den Jahren 1991/92 etwa 200 Exemplare des T3 an SJ unter der Bezeichnung Sdgmns833. Im Jahr 1993 lieferte der tschechische Güterwagenhersteller MSV Studénka etwa 200 Stück des T3 an AAE mit der Bezeichnung Sdgmnss4591.
Wie auch beim T1 ist der T3 für den Transport von Wechselbehältern und Containern geeignet, wobei sich in vielen Fällen Ineffizienzen hinsichtlich der Ausnutzung der Ladelänge einstellen. Werden z. B. ein 40 ft.- oder zwei 20 ft.-Container befördert, verbleiben 4.233 mm Ladefläche ungenutzt. Die effizienzsteigernde Beladung mit einem 30 ft.- und einem 20 ft.-Container ist im Betriebsalltag nur gelegentlich realisierbar. Der Transport eines 40 ft. und eines 20 ft.-Containers, welcher den Marktanforderungen eher gerecht wird, übersteigt die Transportkapazität des Taschenwagens.
Von den ursprünglich 170 Sdgmns743 waren Ende 2018 noch etwa 160 bei der DB AG registriert. Die österreichische Rail Cargo führt 200 Stück der Taschenwagen-Bauart T3 als Sdgmnss mit der Typennummer 4587. Diese sind bremstechnisch auch im beladenen Zustand für 120 km/h zugelassen, während im Fall des Sdgmns743 der DB Cargo bis zu 100 km/h möglich sind.

### T4.0 / T4.1 / T4.2 (Sdgns(s))

#### T4.0 (Sdgn(s))

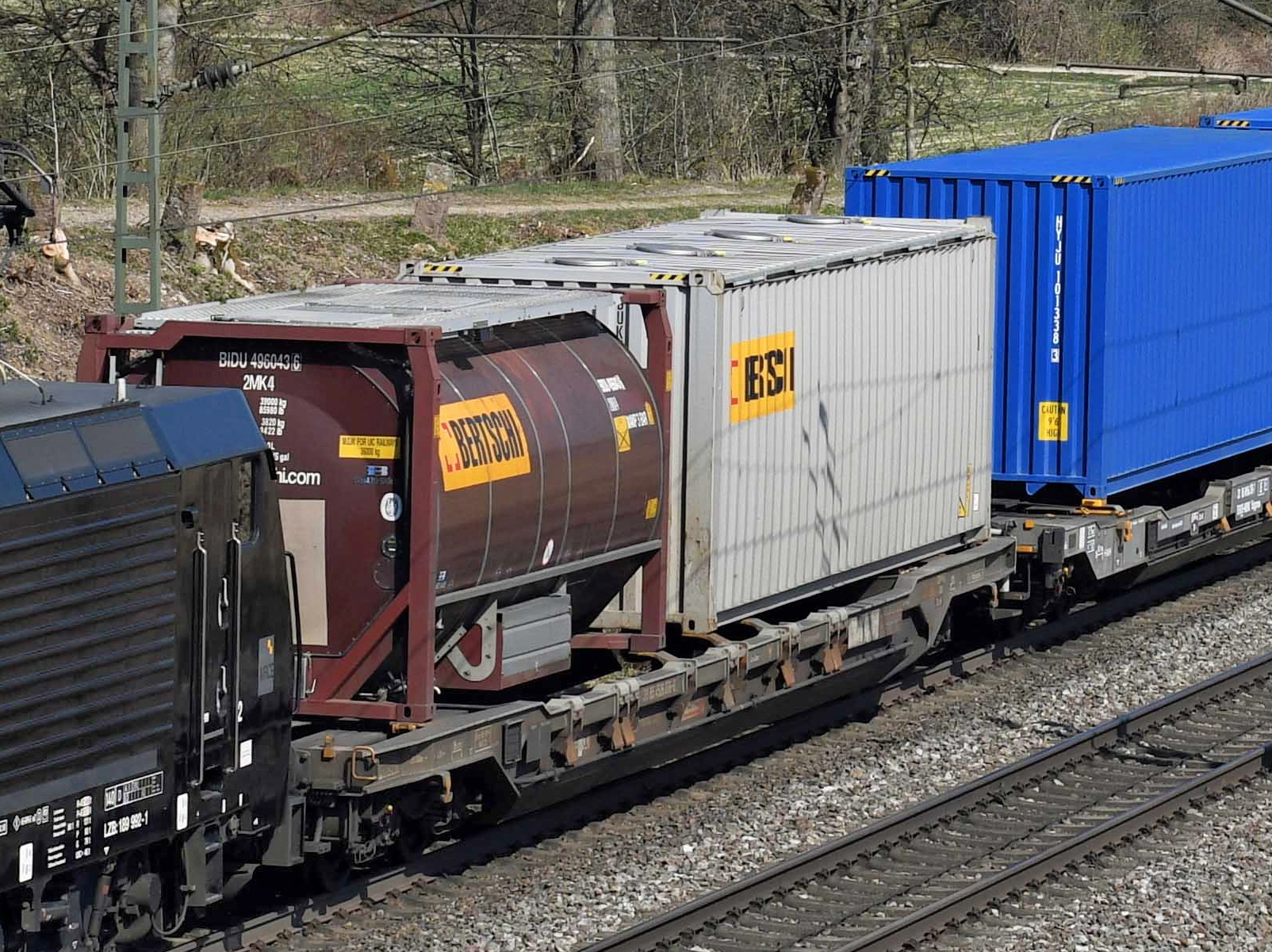
Taschenwagen T4.2 der Hupac AG mit 20 ft.-Tankcontainer und 30 ft.-Bulk-Container des Logistikunternehmens Bertschi AG

Anfang der 1990er Jahre ging die Hupac AG dazu über, Taschenwagen nach eigenen Vorstellungen bei Herstellern zu ordern. Begonnen wurde mit dem als T4.0 bezeichneten Taschenwagen, der eine Ladelänge von 18.500 mm aufweist, wie sie bei einteiligen 60 ft.-Containertragwagen üblich ist. Die Lastgrenze beträgt 69 t für Container und 38  t für Auflieger bei ca. 22 t Eigengewicht. Ab 1992 wurden ca. 100 Wagen des Typs T4.0 von dem Schienenfahrzeughersteller Talbot an die Hupac AG geliefert. Ab 2001 lieferte Bombardier weitere 150 Exemplare des T4.0 mit einer Zulassung bis 120 km/h.

#### T4.1 (Sdgnss)
Der Hersteller Ferriere Cattaneo entwickelte den T4.0 zum T4.1 weiter. Eine Verlängerung der LüP um 260 mm ermöglicht einen dauerhaften Verbleib des verschiebbaren Stützbocks am Wagenende, während im Fall des T4.0 ein Abklappen in die Wagentasche notwendig ist, wenn Container oder Wechselbehälter die gesamte Ladelänge beanspruchen. Die Lieferung des T4.1 an die Hupac AG erfolgte ab 2003 in einer Stückzahl von 150 Wagen.

#### T4.2 (Sdgnss)
Eine als T4.2 bezeichnete Taschenwagen-Bauart wurde ab 2007 von der Hupac AG (450 Stück) und von Wascosa (Stückzahl unbekannt) bei Waggonbau Niesky beschafft. Im Unterschied zu den Vorgängerbauarten T4.0 und T4.1 sind die Außenlangträger im Bereich der Greifkanten des Sattelanhängers abgesenkt, um niedrig aufstehende Sattelanhänger optimiert zu kranen. Es können Sattelanhänger mit einer Innenhöhe von maximal 2,77 m und bis zu 2,60 m Breite befördert werden. Die Sicherung des Sattelanhängers erfolgt alleinig über den Königszapfen bzw. den längsverschiebbaren Stützbock, während Radvorleger entfallen. Das Eigengewicht des T4.2 beträgt 20,2 t bei einer Lastgrenze von 69,8 t. Die LüP wird mit 20.000 mm und die Ladelänge mit 18.400 mm angegeben. Der Taschenwagen ist für eine Geschwindigkeit bis 120 km/h zugelassen.

### T5
Der T5 ist eine Hupac-Weiterentwicklung des T4, bei dem auch Megatrailer mit einer Innenhöhe von 3 m transportiert werden können. Diese Auflieger benötigen einen tiefer liegenden Boden und zum Angreifen der Ausleger am Sattelanhänger noch niedrigere Langträger am Wagenrahmen.

### Sdggmrs744/ Sdggmrs739
Bei diesem Wagen handelt es sich um einen Gelenkwagen mit drei zweiachsigen Drehgestellen, einem Containertragwagenteil und einem Taschenwagenteil.
Die 1991/92 von Talbot für Kombiwaggon gebauten 270 Wagen wurden bei der DB ursprünglich als Sdggnos 744 bezeichnet. Der Containertragwagenteil entspricht den Sggnos(s) 715 der Waggonbau Dessau und ist für Wechselbehälter und Container geeignet. Der Taschenwagenteil besitzt zwölf Containerzapfen und teilweise eine Feststellbremse. Er wurde vom zur selben Zeit bei Talbot gebauten vierachsigen Taschenwagen T3 (Typ 1b nach UIC 571-4) abgeleitet.
Die Gelenkwagen sind Enzianblau (Containertragwagenteil) und Gelborange (Taschenwagenteil) lackiert, was zum Spitznamen „Papagei“ führte. Zwischen 1991 und 1996 wurden sie von Kombiwaggon bewirtschaftet.
Ab 1993 wurden die Gelenkwagen in Sdggmrs 744.0 und 744.1 umgezeichnet. Die beiden Unterbauarten unterscheiden sich durch die verschiedenen Stützbockhöhen für die Sattelauflieger: Bauart 744.0 mit 1.400 mm und Bauart 744.1 mit 980/1.130 mm Höhe.
1997 wurden 30 Wagen für den Verkehr mit 140 km/h hergerichtet und als Bauart 744.2 und 744.3 bezeichnet. Die beiden Unterbauarten unterscheiden sich ebenfalls durch die verschiedenen Stützbockhöhen für die Sattelanhänger: Bauart 744.2 mit 1.400 mm und Bauart 744.3 mit 980/1.130 mm Höhe. 1998 wurden die 744.2 / 744.3 in Sdggmrs 739.0 / 739.1 umgezeichnet.
Um 2010 begann die DB Cargo damit, Wagen der Bauart Sdggmrs744 sukzessive auszumustern. Im Jahr 2018 wurden noch 78 Sdggmrs744  und – seit 1998 unverändert – 30 Sdggmrs739 im Güterwagenbestand gelistet. Im aktuellen Güterwagenkatalog der DB AG (Stand 2023) werden die Bauarten 744 / 739 nicht mehr aufgeführt. Es sind aber noch einzelne Fahrzeuge der Bauart 739 zwischen Hamburg und Kornwestheim/München im Einsatz (Stand Herbst 2024). Instandgesetzte Sdggmrs744 befinden sich unter der Verwaltung des privaten Güterwagenvermieters Anhaltinisch-Brandenburgische Eisenbahngesellschaft (ABEG).

### T2000 (Sdggmrs(s)736)

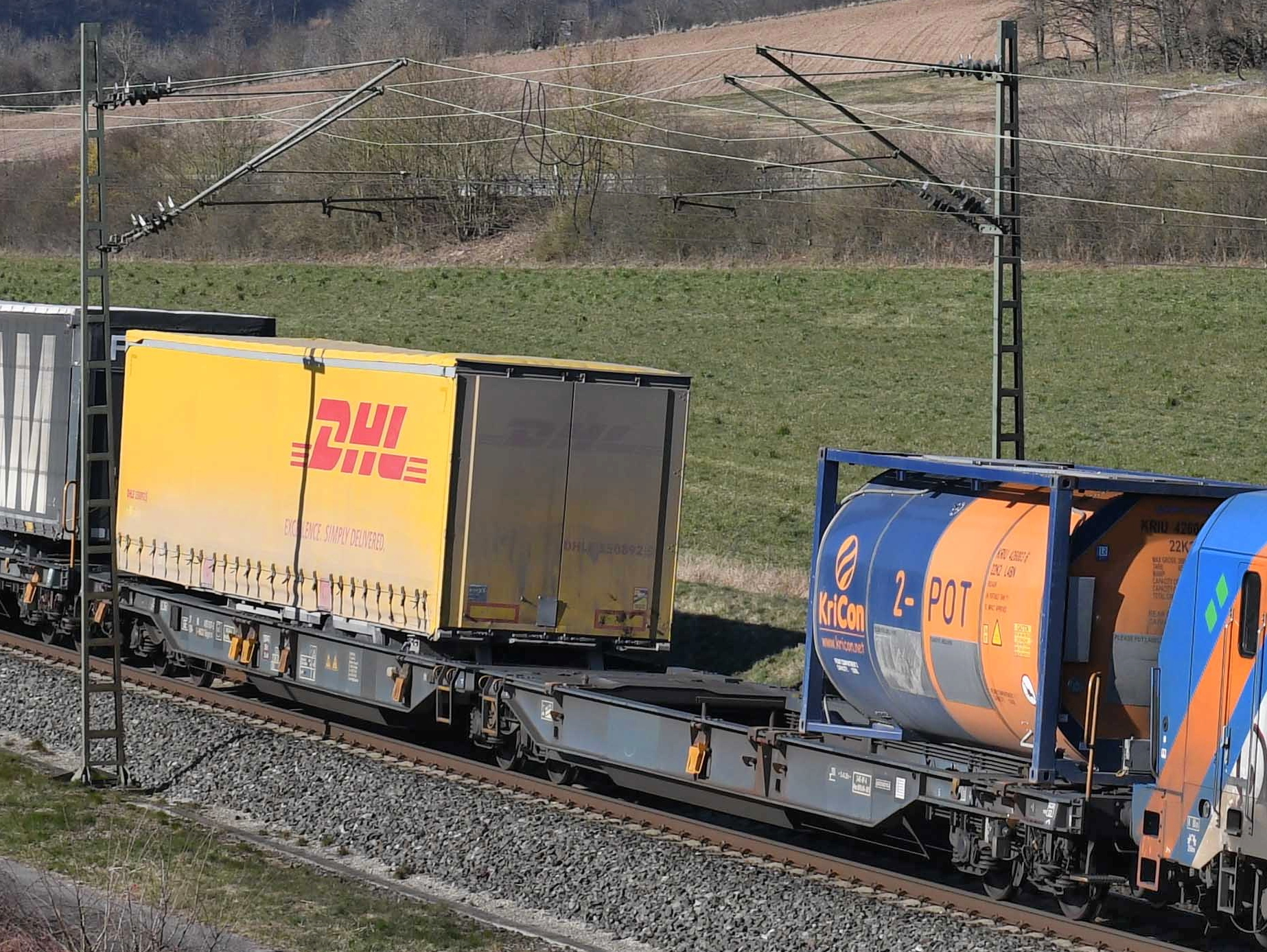
Doppeltaschenwagen T2000 der TX Logistik AG mit Sattelauflieger und 20 ft.-Tankcontainer

Das Unternehmen Kombiverkehr erkannte in der bereits existierenden Doppelwageneinheit Sdggmrs744 ein größeres Marktpotenzial und initiierte eine Weiterentwicklung zum Doppeltaschenwagen. Im Unterschied zu der Vorgängerbauart wurde die Ladetasche für die Aufnahme von bis zu 13,6 m langen Sattelanhängern erweitert. Ein Abklappen des Unterfahrschutzes ist nicht länger notwendig. Die an den Stirnseiten des Wagens befindlichen Stützböcke sind in Längsrichtung verschiebbar und können bei Nichtgebrauch in Richtung der Ladetaschen abgeklappt werden.
Ab dem Jahr 1999 nahm Kombiverkehr insgesamt 22 der als T2000 bezeichneten Einheiten in Betrieb. Der ehemalige private Güterwagenvermieter AAE bestellte in den Jahren 2000 und 2001 etwa 295 Exemplare des T2000 bei dem ungarischen Unternehmen Ganz. Im Zeitraum 2002 bis 2008 bestellte AAE weitere 676 Wagen bei dem slowakischen Güterwagenhersteller Tatravagónka Poprad. Zudem erfolgte im Jahr 2007 eine Großbestellung des T2000 durch Angel Trains mit ca. 300 bei Tatravagónka georderten Wagen. Im Vergleich zur ersten Bauserie (1999–2001) wurde die LüP der zweiten Bauserie von 33.940 mm auf 34.200 mm vergrößert.
Das EVU DB Cargo AG begann ab 2001 damit, ca. 400 Exemplare des T2000 bei der AAE zu leasen und reihte diese unter der Bezeichnung Sdggmrss736 in den Bestand ein. Ab 2006 wurden die T2000 der DB Cargo AG sukzessive in Sdggmrs umgezeichnet („s“ für maximal 100 km/h im beladenen Zustand; zuvor „ss“ für maximal 120 km/h). Ab 2015 begann die DB Cargo AG damit, den Bestand dieses Wagentyps zu reduzieren. Ende 2018 waren noch ca. 150 Sdggmrs(s)736 vorhanden. Die freigewordenen Wagennummern wurden für Doppeltaschenwagen des Typs T3000e erneut verwendet. Der T2000 wird zudem von Wascosa, VTG und TX Logistik eingesetzt.

### Mega II (Sdggmrrs)

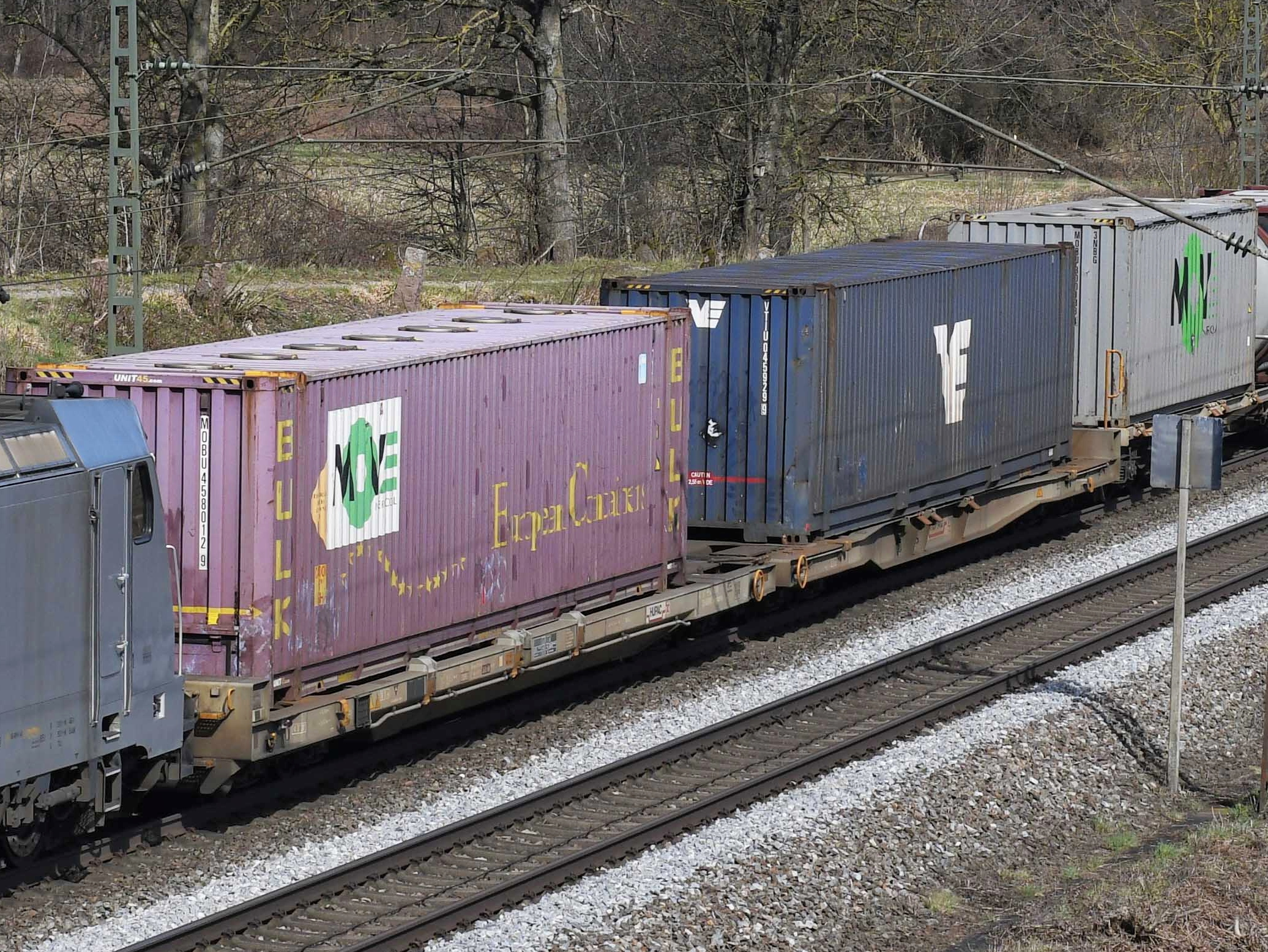
Doppelwagen-Einheit Mega II der Hupac AG mit 45 ft.-Containern

Ab 2003 wurden insgesamt 115 Exemplare der achtachsigen Doppelwageneinheit Mega II von Hupac Intermodal SA bei dem Hersteller Ferriere Cattaneo mit Sitz in Giubiasco beschafft. Die Doppelwageneinheit setzt sich aus einem Taschenwagenabteil und einem Tragwagenabteil zusammen, die jeweils fest miteinander gekuppelt sind. Das Taschenwagenabteil wurde im Vergleich zu vormals bei der Hupac eingesetzten Taschenwagen abgesenkt und mit einem höhenverstellbaren Stützbock ausgestattet (850 bzw. 1.130 mm Höhe), um den Transport von Megatrailern entlang der Gotthardbahn zu ermöglichen.

### Multitaschenwagen MTW (Sdggmrss)
Im Jahr 2009 gab das Logistikunternehmen Hupac die Entwicklung einer als Multitaschenwagen (MTW) bezeichneten Doppelwageneinheit bekannt, bestehend aus einem Taschenwagenabteil und einem Tragwagenabteil. Die Konstruktion wurde von der Vorgängerbauart Mega II abgeleitet, jedoch von ca. 36.880 mm LüP auf 38.280 mm LüP verlängert. Zudem sah die Konstruktion eine Erhöhung der zulässigen Achslast von 16 auf 20 t und eine Reduktion der Aufstandhöhe für Container auf ca. 940 mm über SOK vor. Im Unterschied zum Mega II waren Scheibenbremsen zur Erreichung einer Höchstgeschwindigkeit von 120 km/h geplant. Im Jahr 2011 wurde ein Prototyp des MTW von dem Güterwagenhersteller Ferriere Cattaneo mit Sitz in Giubiasco hergestellt und erprobt. Zur Serienproduktion kam es nicht. Stattdessen vermeldete Hupac im Jahr 2013 die Bestellung von 50 Doppeltaschenwagen des Typs T3000e.

### T3000e (Sdggmrss738, Sdggmrs738.1)

#### Konstruktionsmerkmale

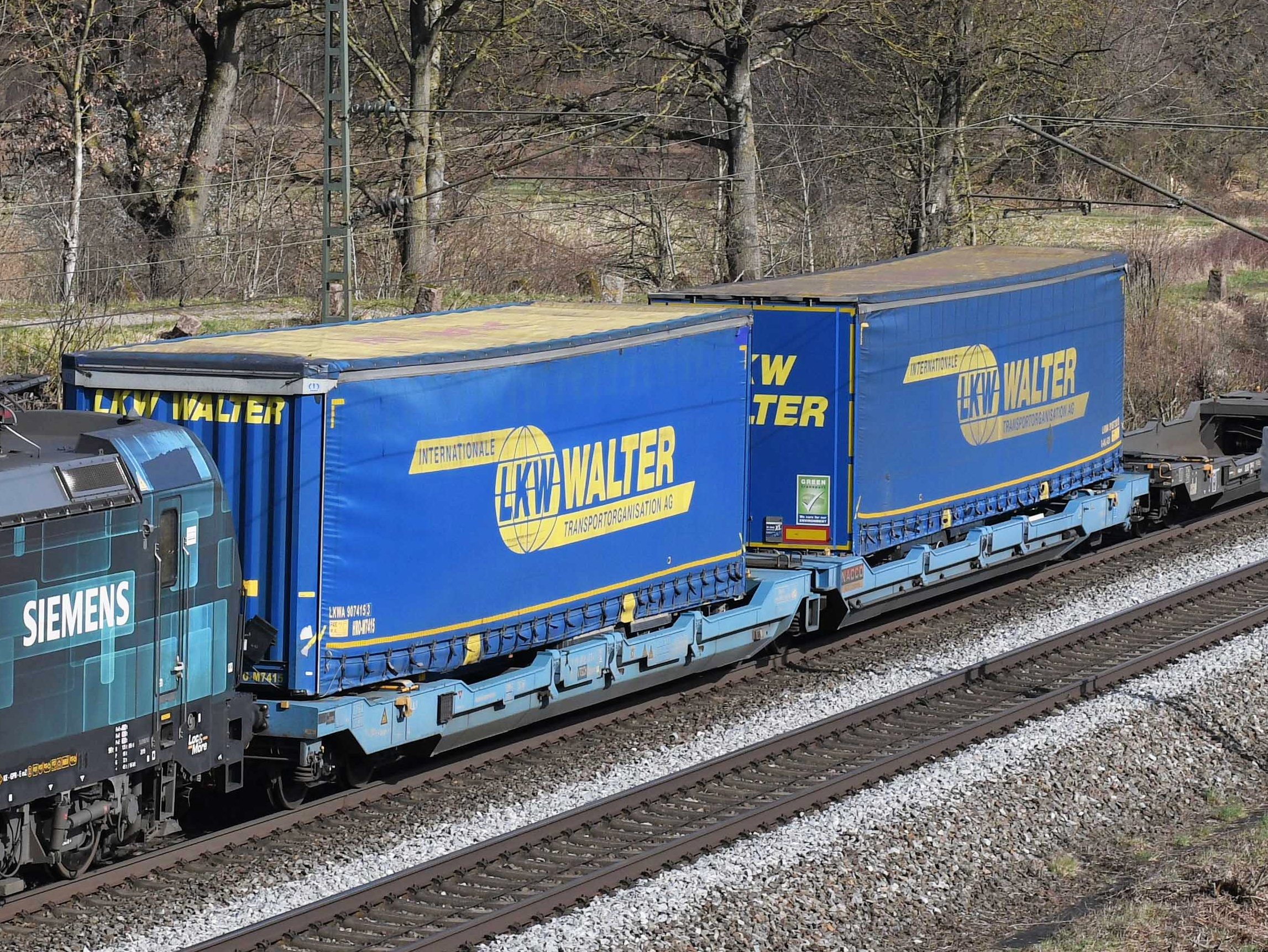
Doppeltaschenwagen T3000e der NACCO-Gruppe mit Megatrailern der Spedition LKW Walter

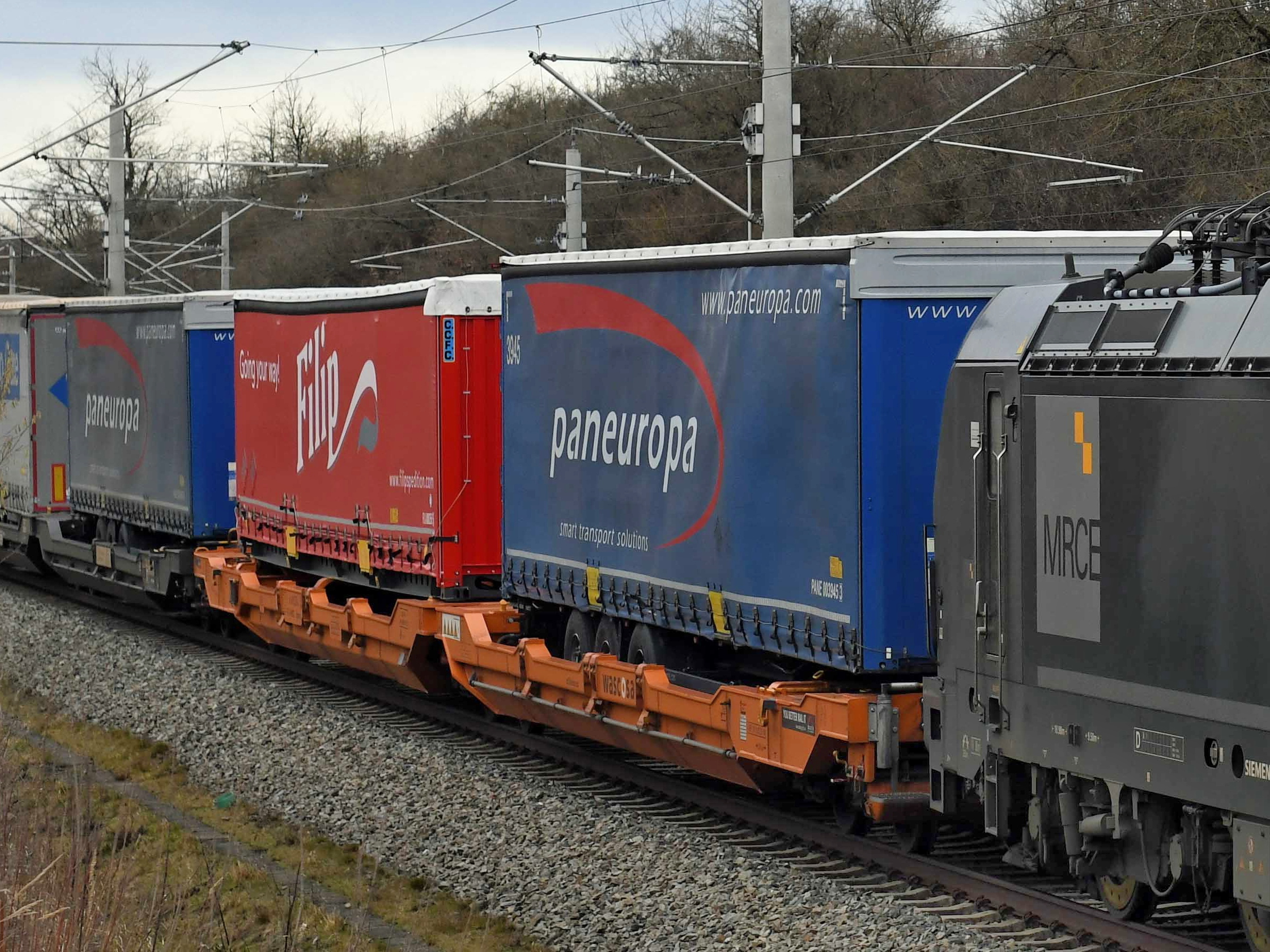
Doppeltaschenwagen T3000e der Wascosa AG mit 45 ft.-Wechselbehälter und Sattelauflieger

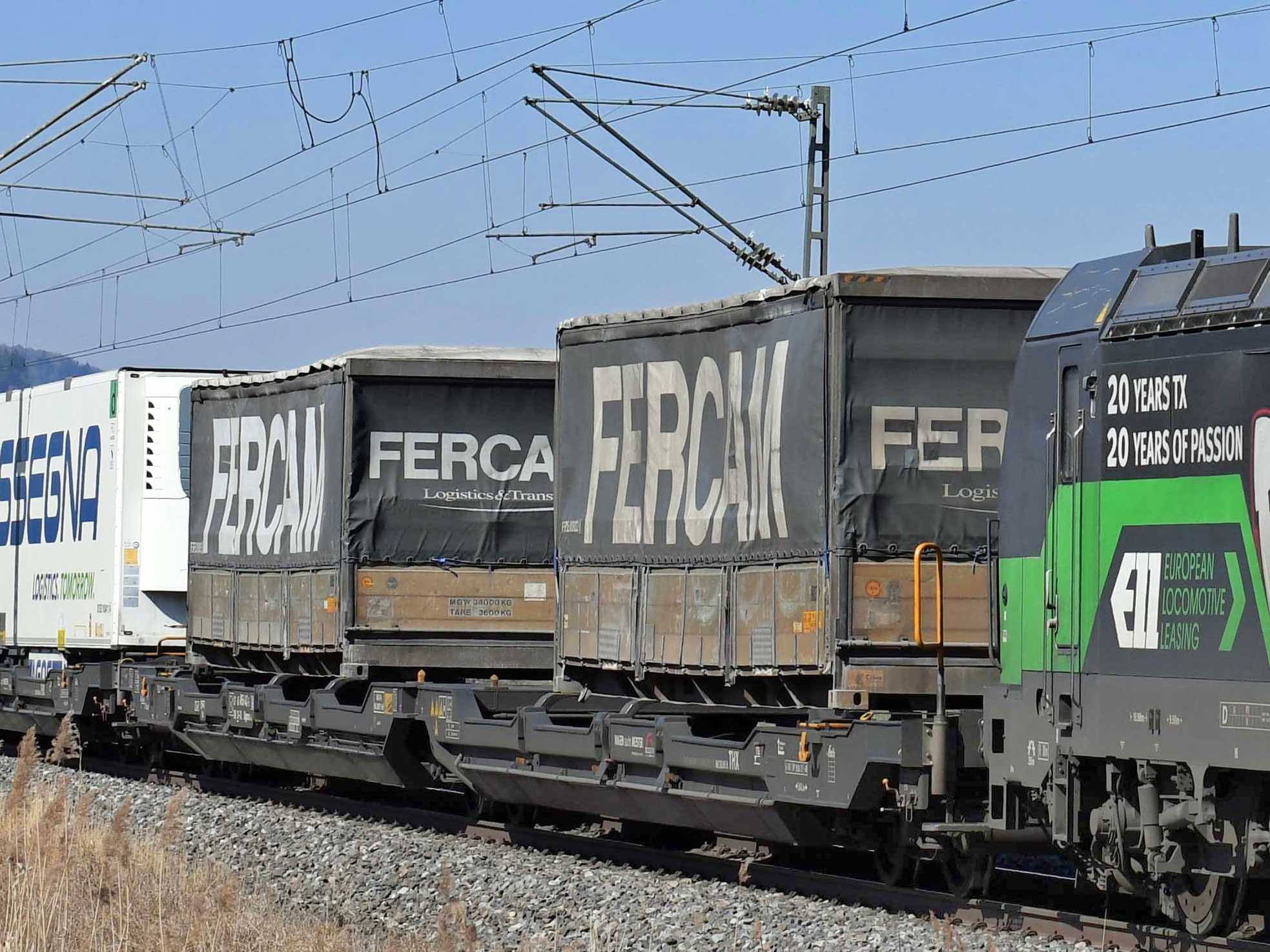
Doppeltaschenwagen T3000e der TX Logistik AG mit 20 ft.-Wechselbehältern der Spedition Fercam

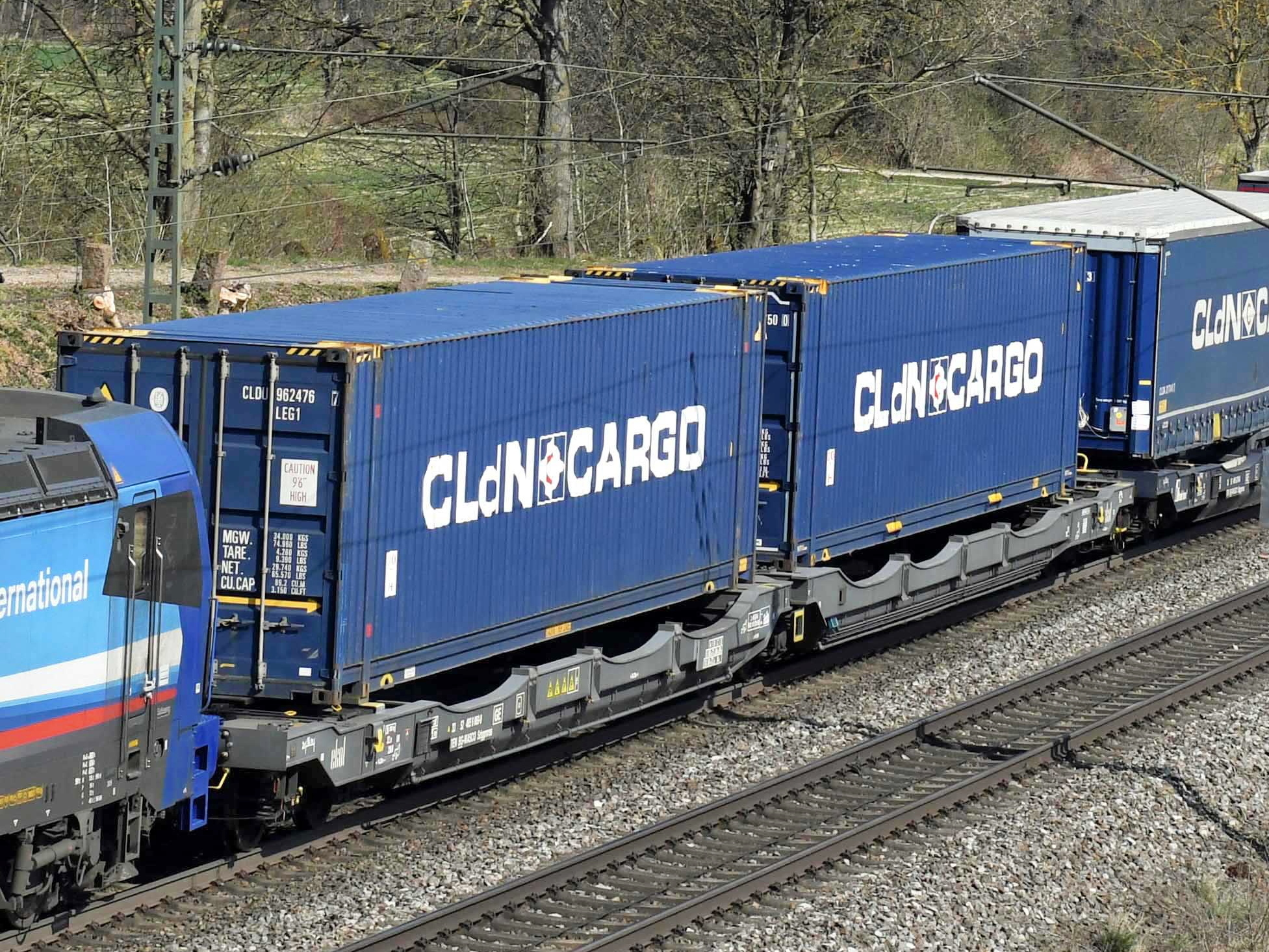
Doppeltaschenwagen T3000e der ekol GmbH mit 45 ft.-Containern des Logistikunternehmens CldN Cargo

Die Konstruktion des T3000e greift zahlreiche Eigenschaften des T2000 auf. Nahezu identisch sind z. B. das Eigengewicht des Wagens, die maximale Zuladung, die Länge über Puffer, der Drehzapfenabstand, die Ladehöhe über Schienenoberkante oder die gesamthaft zur Verfügung stehende Ladelänge für Wechselbehälter und Container. Abweichend zum T2000 wurden insbesondere die folgenden technischen Änderungen umgesetzt:
- Deutliche Absenkung der Höhe der Außenlangträger im Bereich der Greifkanten des Sattelanhängers
- Verbreiterung der Ladetaschen von 2.580 auf 2.700 mm
- Verlängerung der Ladetaschen für den Einsatz von bis zu 14,9 m langen Sattelanhängern
- Absenkung von Querträgern auf der Ladetasche
- Entfall von Radvorlegern in der Ladetasche
- Fixe (d. h. nicht verschiebbare) Position der Stützböcke
- Vorbereitung des Untergestells für den nachträglichen Einbau der automatischen Kupplung

Die Summe der konstruktiven Änderungen im Bereich der Ladetaschen führt zu Erleichterungen bei dem Umschlag und Transport kranbarer Sattelanhänger. Die Absenkung der Höhe der Außenlangträger gewährleistet, dass die auf niedriger Stützbockhöhe aufsitzenden Megatrailer besser mit den Spreader-Greifzangengeschirr zugänglich sind. Die großzügigere Ausgestaltung der Ladetaschen führt unter anderem dazu, dass ein klappbarer Unterfahrschutz bei Sattelanhängern nicht länger notwendig ist. Der Verzicht auf Radvorleger und die fixe Position des Stützbocks verringert den Arbeitsaufwand bei der Positionierung des Sattelanhängers im Terminal.
Die Fixierung von Containern und Wechselbehältern erfolgt über ISO-Aufsetzzapfen an den Wagenstirnseiten sowie – je nach Lieferserie – mittels 8 bis 16 vorhandenen ISO-Aufsetzzapfen bzw. -platten, die sich über die Außenlangträger in Richtung Wagenmitte klappen lassen. Das Beladeschema des T3000e sieht bis 2017 die Verwendung von 20, 40 und 45 ft. Containern vor. Die Transportmöglichkeit von 30 ft. Containern wurde erst bei den ab 2017 gebauten Wagen durch weitere, über die Außenlangträger klappbare ISO-Aufsetzzapfen umgesetzt.

#### Entwicklungshistorie
Die Entwicklung des T3000 begann mit dem von der EU finanzierten Verbundforschungsprojekt SAIL (Semitrailers in Advanced Intermodal Logistics, Förderzeitraum Juli 2000 bis Juni 2002). Wesentliches Projektziel war die Entwicklung neuer Transporttechnologien im Kombinierten Verkehr. Die Projektpartner, darunter DUSS, Kombiverkehr, Kögel, Ewals Cargo Care, Ferriere Cattaneo, Cemat und Hupac, trugen zu der konzeptionellen Entwicklung eines neuartigen Gelenk-Taschenwagens für den Transport von Megatrailern bei. Ein Prototyp wurde schließlich bei dem Schweizer Güterwagenhersteller Ferriere Cattaneo in Giubiasco hergestellt und ab 2001 umfangreich erprobt. Im August 2002 wurde der SAIL-Taschenwagen-Prototyp im Containerterminal Köln-Eifeltor der Öffentlichkeit vorgestellt. Die wesentlichen Konstruktionsmerkmale des Prototyps (Doppeltaschen-Bauweise, Ladungssicherung des Sattelanhängers ausschließlich über dessen Königszapfen, Erreichung größtmöglicher Flexibilität hinsichtlich zulässiger Abmessungen des Trailers) wurden von Ferriere Cattaneo unter dem Titel »Eisenbahngüterwagen zum Transport von Sattelanhängern« wenig später erfolgreich als Patent angemeldet.

#### Serienproduktion
Im Jahr 2006 begann Ferriere Cattaneo mit der Serienfertigung der neuen Güterwagenkonstruktion in Giubiasco und als Lizenzbau bei dem rumänischen Güterwagenhersteller Meva in Drobeta Turnu Severin. Kombiverkehr nahm 30 Wagen – dann als T3000e bezeichnet – in Betrieb und bestellte kurz darauf 50 Wagen aus der laufenden Produktion. Ab 2011/12 wurde die Produktion des T3000e sukzessive in die Slowakei verlagert, bis im Jahr 2015 die Güterwagenproduktion in Giubiasco vollständig eingestellt wurde. Die Herstellung des T3000e erfolgt nunmehr als Lizenzbau bei dem slowakischen Güterwagenhersteller Tatravagónka Poprad. Ende 2011 wurde mit den Vorbereitungen zur Produktion des Wagentyps in Trebišov begonnen. Im März 2012 wurde ein Prototyp des T3000e fertiggestellt, im Juli 2012 war die eisenbahntechnische Zulassung für den in der Slowakei gefertigten Wagen erreicht. Ende 2012 wurde mit der Einrichtung einer Produktionslinie des T3000e am Werkstandort Trebišov begonnen. Ab dem Frühjahr 2013 wurden 100 Wagen unter der Bezeichnung Sdggmrss738 an Kombiverkehr übergeben. Anschließend wurden vor allem Aufträge der DB Cargo und Rail Cargo Wagon (RCW) bearbeitet. Aufgrund der positiven Auftragslage wurde eine zweite Produktionslinie am Werkstandort Poprad eröffnet. Der Absatz wurde auf ca. 30 produzierte Einheiten je Monat erhöht. Im Juni 2014 wurde der 250. Sdggmrss738 an die DB Cargo ausgeliefert, sodass die vereinbarte Liefermenge erfüllt war. Zeitgleich wurde mit der Entwicklung des Sdggmrs738.1 („s“ für maximal 100 km/h anstelle von „ss“ für maximal 120 km/h) mit geänderter Bremsausrüstung begonnen. Die Produktion des Sdggmrs738.1 erfolgt am Standort Trebišov. 2016 wurde eine Version des T3000e mit Scheibenbremsen und 2017 eine weitere Version für den Transport von 30 ft. Containern eingeführt. Im Jahr 2022 begann die Vorbereitung des Wagentyps für die automatische Kupplung. Zugleich wurde die Anzahl der täglich produzierten T3000e-Einheiten auf 3,5 gesteigert und eine weitere Erhöhung der Produktionsmenge anvisiert.
Auf der transport logistic 2023 präsentierte Tatravagónka Poprad eine Weiterentwicklung des T3000e mit zwei, in den Ladetaschen integrierten Körben. Der als »6-achsige Gelenk-Korbwageneinheit der Gattung Sdggmrss« bezeichnete Wagen sieht ergänzend zu den Transportmöglichkeiten des T3000e den Transport nicht-kranbarer Sattelauflieger vor. Die Körbe sind im Unterschied zu den bereits bestehenden Korblösungen (z. B. Nikrasa, r2l) fester Bestandteil des Wagens und verbleiben auch bei Nichtgebrauch in der Ladetasche, sodass eine externe Lagerung am Terminal entfällt. Lediglich für die Dauer des Umschlagvorgangs nicht-kranbarer Sattelauflieger werden sie kurzzeitig aus dem Wagen entfernt. Die Aufstandshöhe für Sattelauflieger in den Körben wird unverändert mit 270 mm über Schienenoberkante angegeben. Die Ladebreite im Korb verringert sich im Vergleich zur Taschenbreite des T3000e von 2.700 mm auf 2.630 mm. Das Eigengewicht des Wagens erhöht sich von ca. 35 auf ca. 43 t, sodass die Lastgrenze von ca. 100 auf ca. 92 t sinkt.

#### Wagenbestand

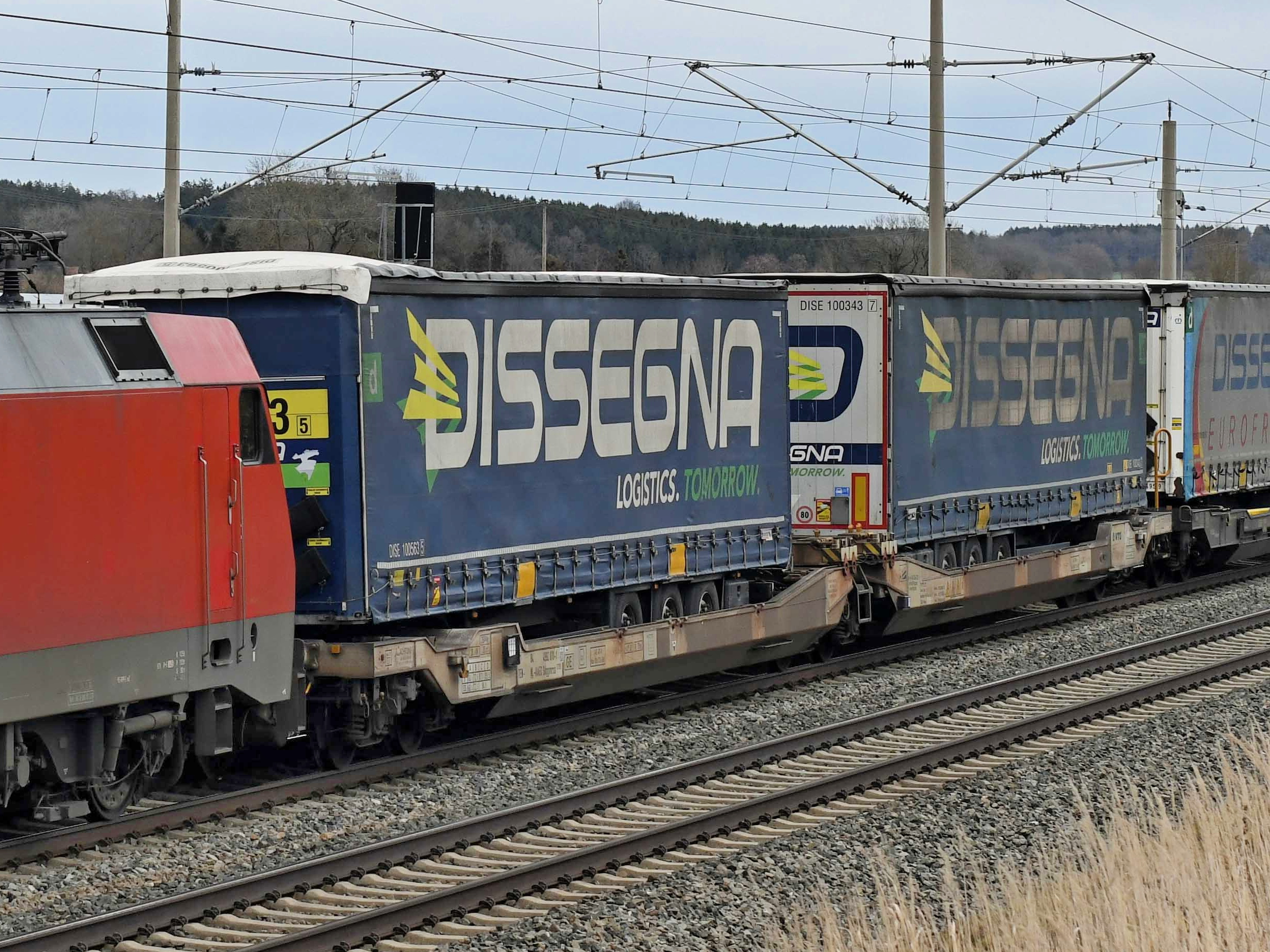
Doppeltaschenwagen TWIN der VTG mit Sattelaufliegern

Der Doppeltaschenwagen des Typs T3000e gilt als Branchenstandard im Kombinierten Verkehr. Nach Geschäftsberichten des Herstellers Tatravagónka Poprad wurden seit dem Produktionsbeginn in Trebišov und Poprad etwa 1.660 Einheiten des Typs T3000e produziert (Stand: Dezember 2021). Die in Giubiasco bei Ferriere Cattaneo und in Drobeta Turnu Severin bei Meva produzierten Exemplare sind hierbei nicht inbegriffen. Die Gesamtflotte des T3000e verteilt sich nach veröffentlichten Quellen insbesondere auf die Unternehmen DB Cargo (ca. 500 Wagen), Hupac (ca. 500 Wagen), TX Logistik (ca. 350 Wagen bis Ende 2023), Rail Cargo Austria (ca. 250 Wagen), Kombiverkehr (ca. 180 Wagen) und Wascosa (ca. 125 Wagen). Größere T3000e-Bestände existieren weiterhin bei VTG, wenngleich keine Stückzahlen veröffentlicht wurden. Der Güterwagenvermieter MFD Rail gab anlässlich der transport logistic 2023 bekannt, ab Mitte 2024 ca. 1.000 bei Tatravagónka Poprad hergestellte Gelenk-Korbwageneinheiten Sdggmrss in Betrieb zu nehmen.

#### Fotos

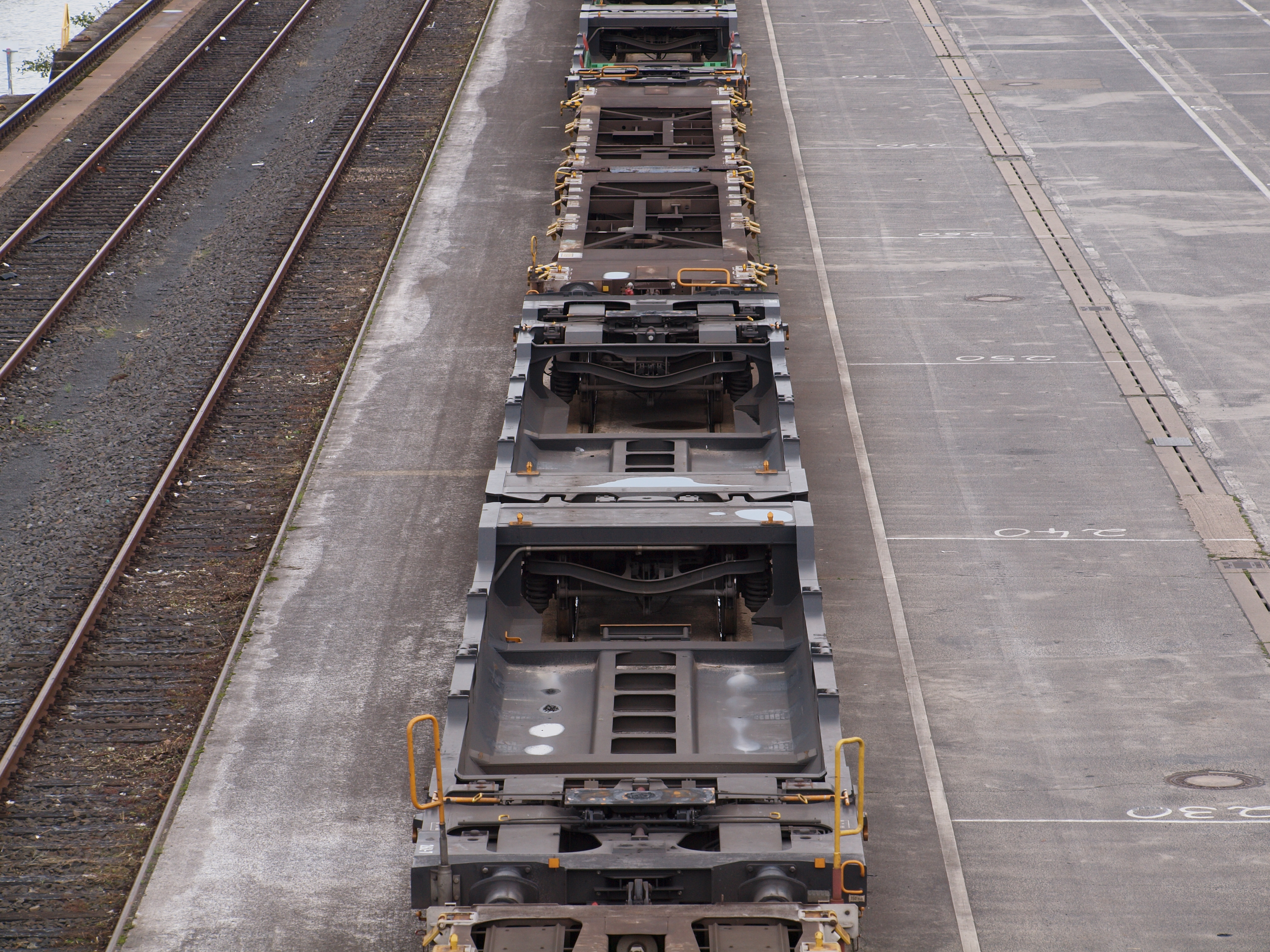
T3000e in der Draufsicht.
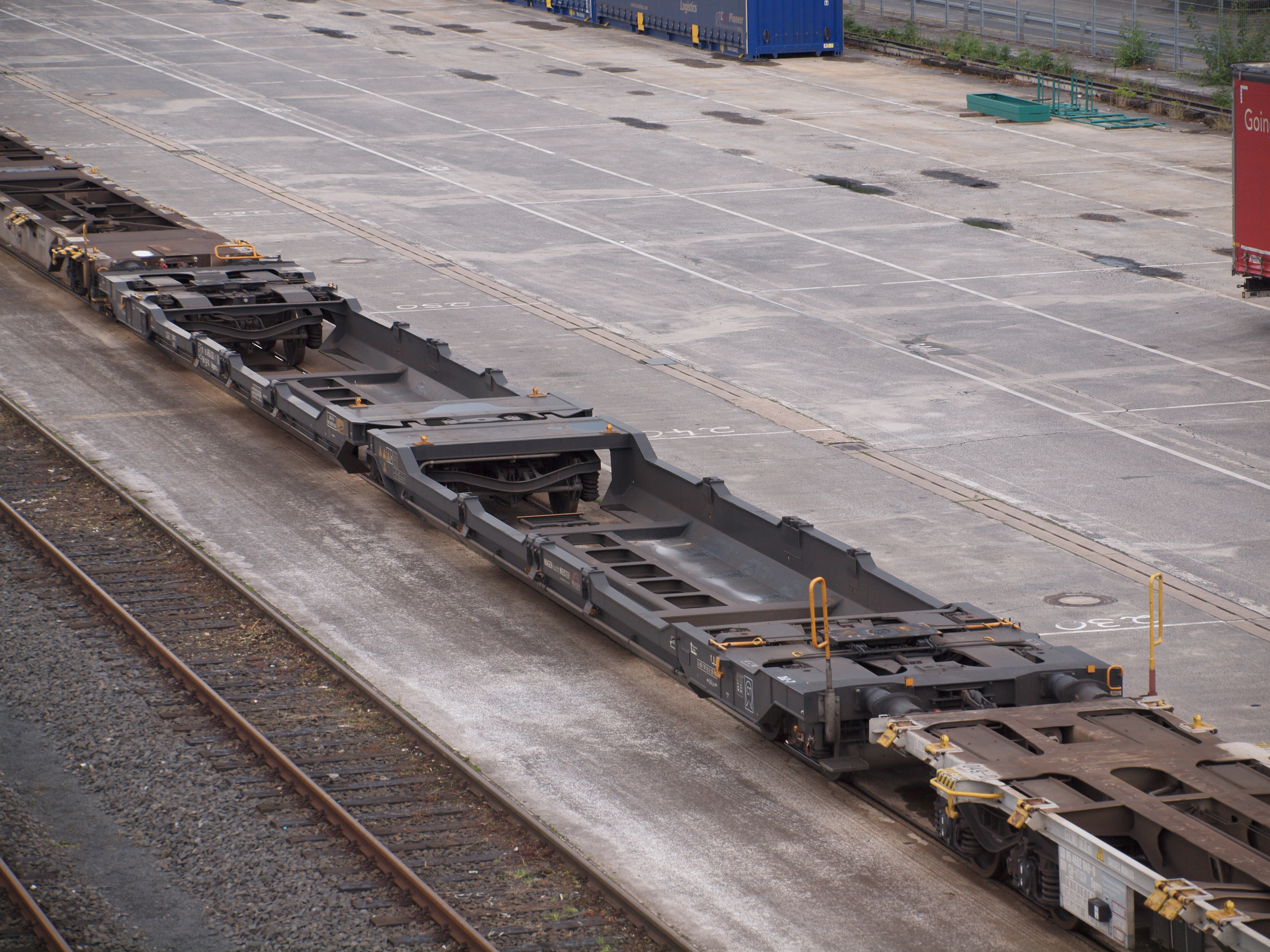
T3000e von der Seite.
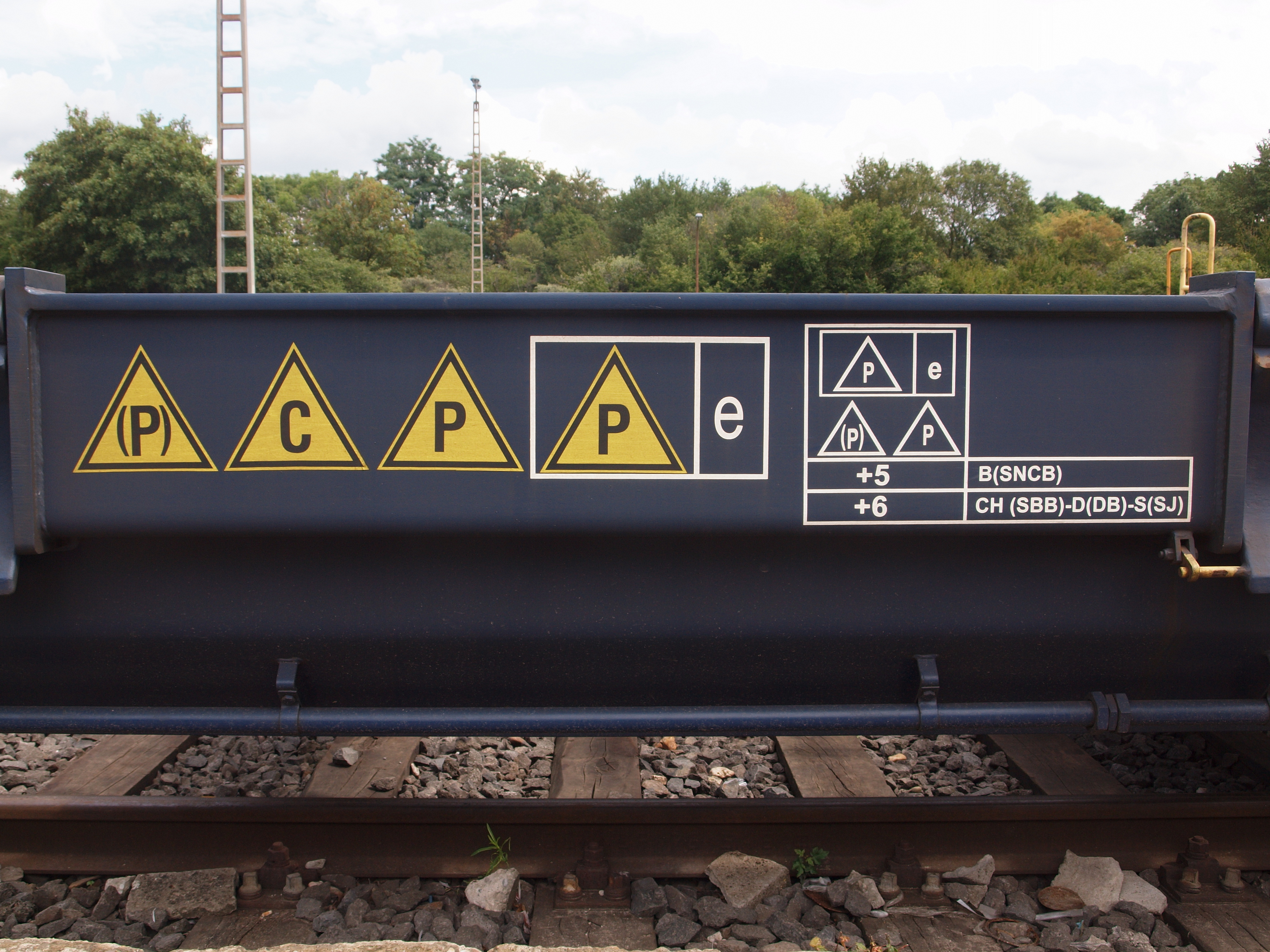
UIC-Hüllraum „P“ mit Kennziffer „e“ für drei Stützbockhöhen (113, 98, 88 cm).
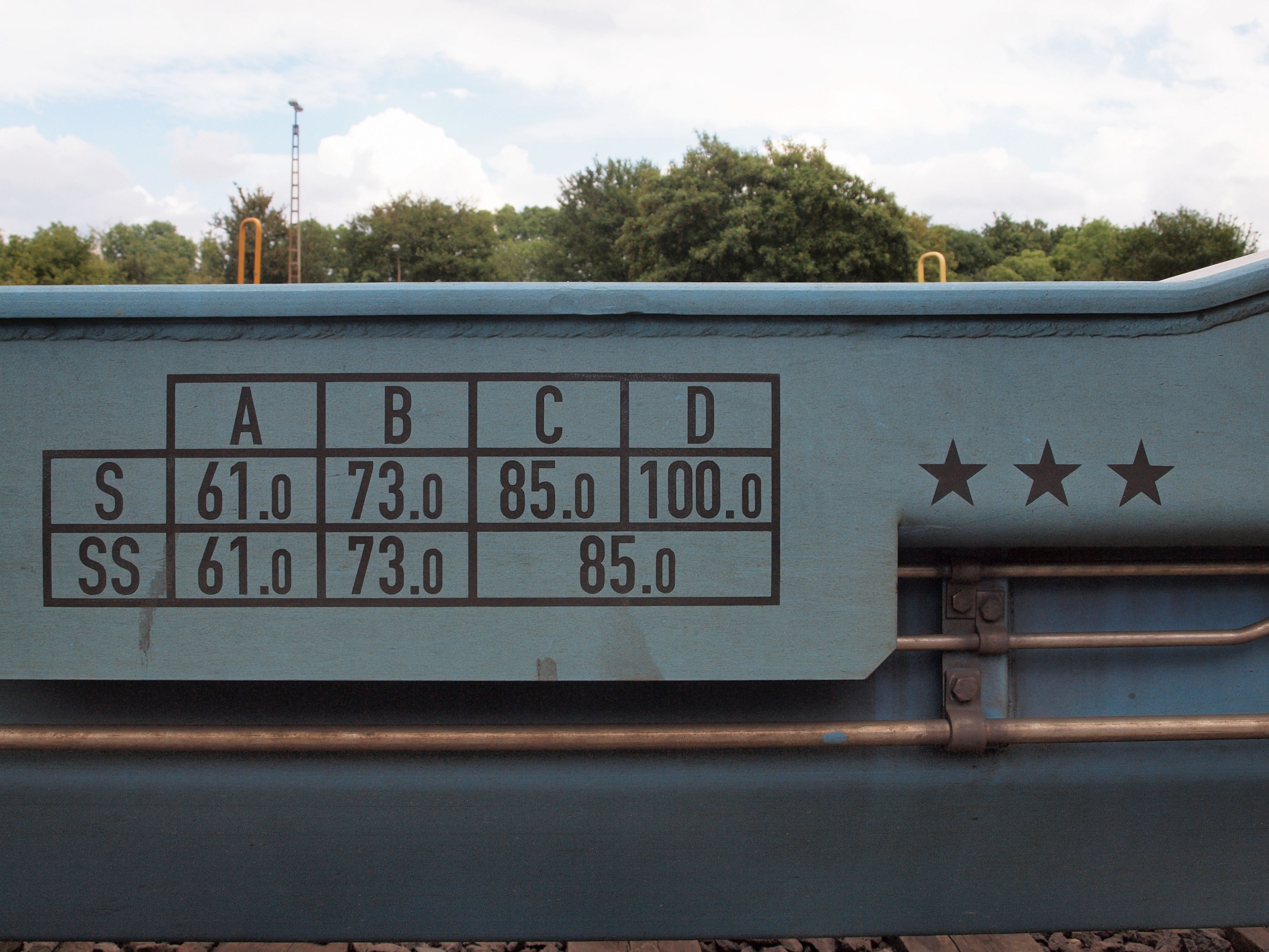
Bremsanschriften: „SS“ – lauf- und bremstechnisch für 120 km/h zugelassen; drei Sterne – automatische Lastabbremsung.
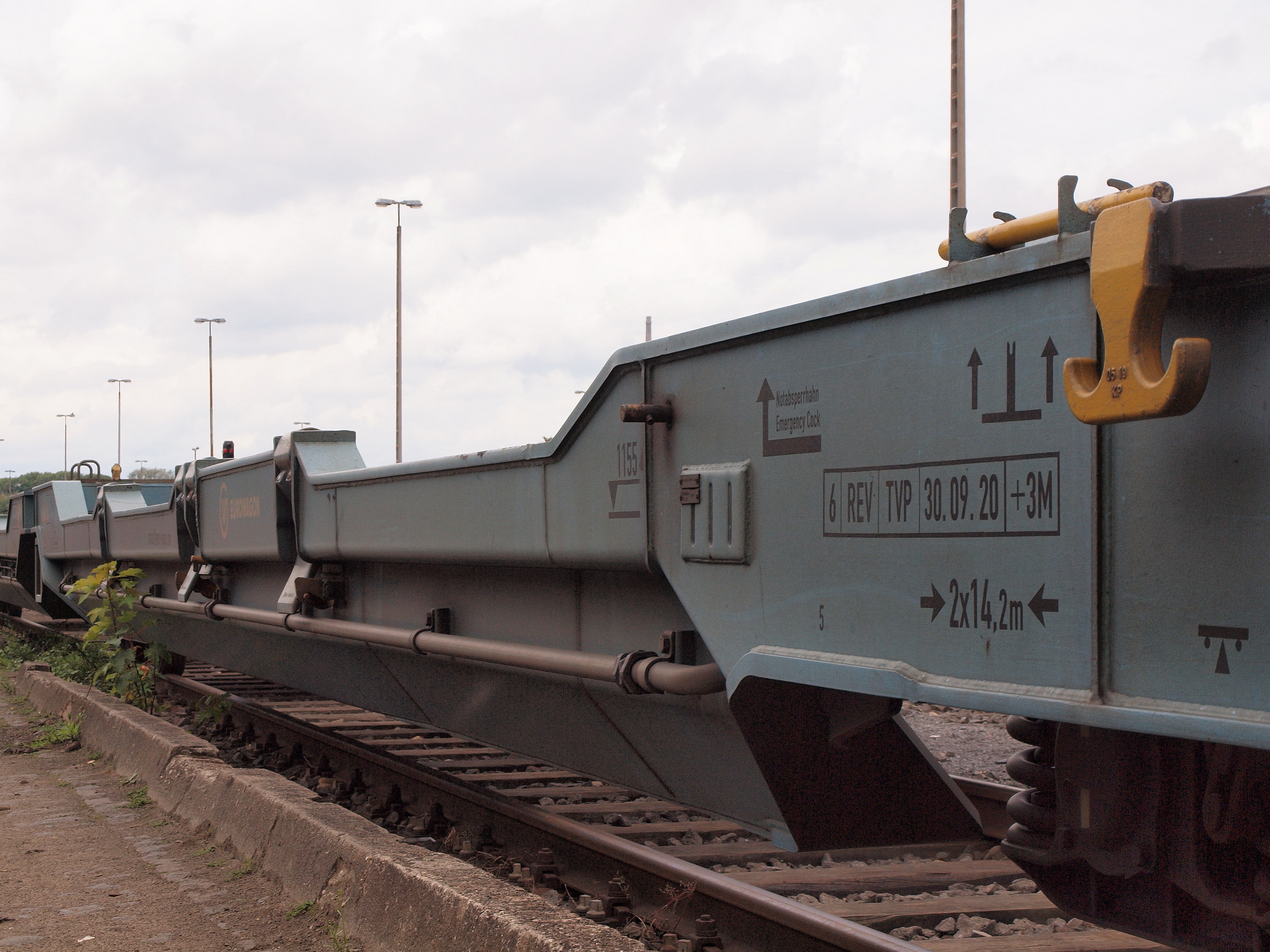
Außenliegende Bremsleitungen.
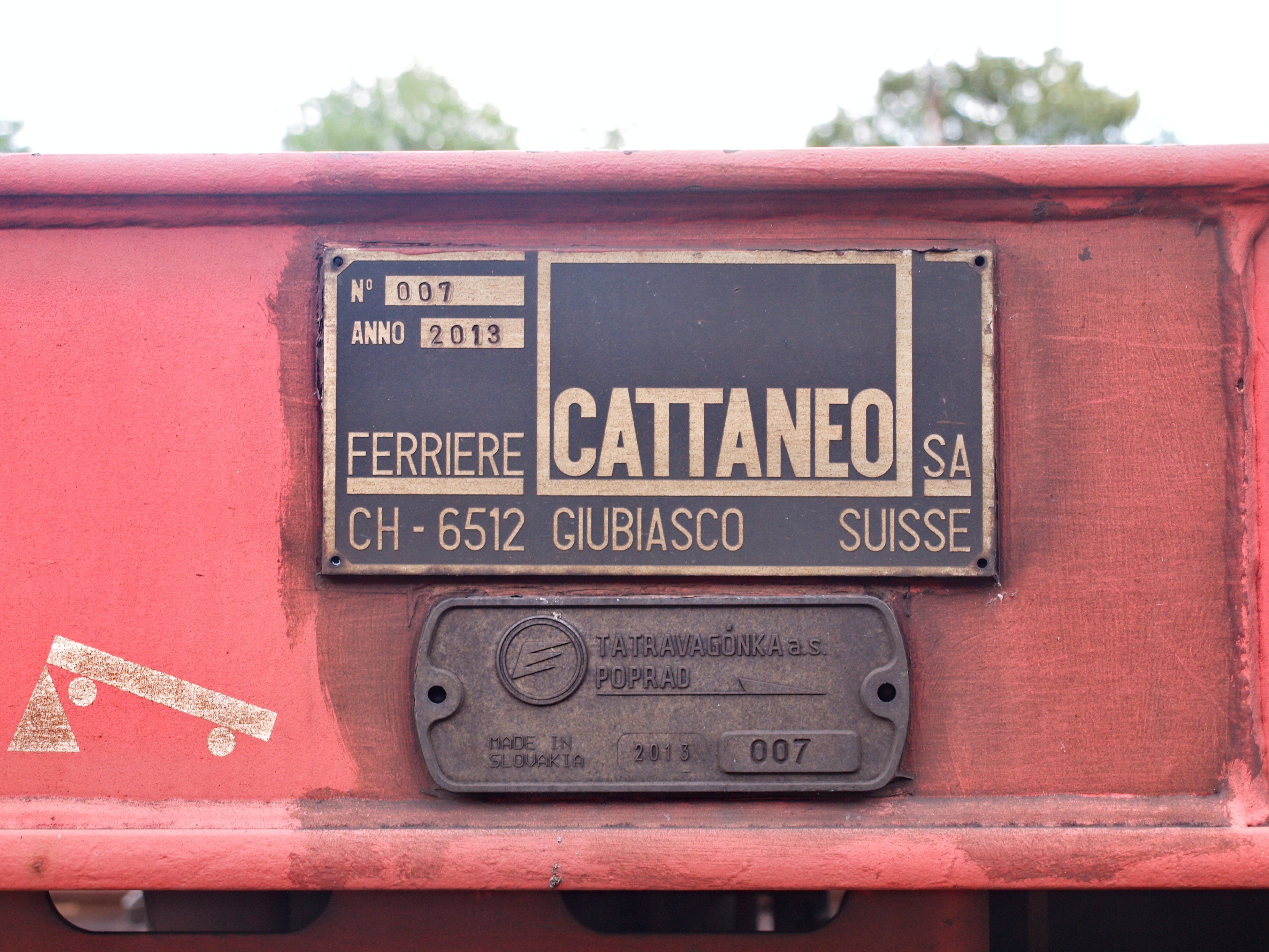
Herstellerschild „Ferriere Cattaneo 2013“ bzw. „Tatravagónka 2013“.
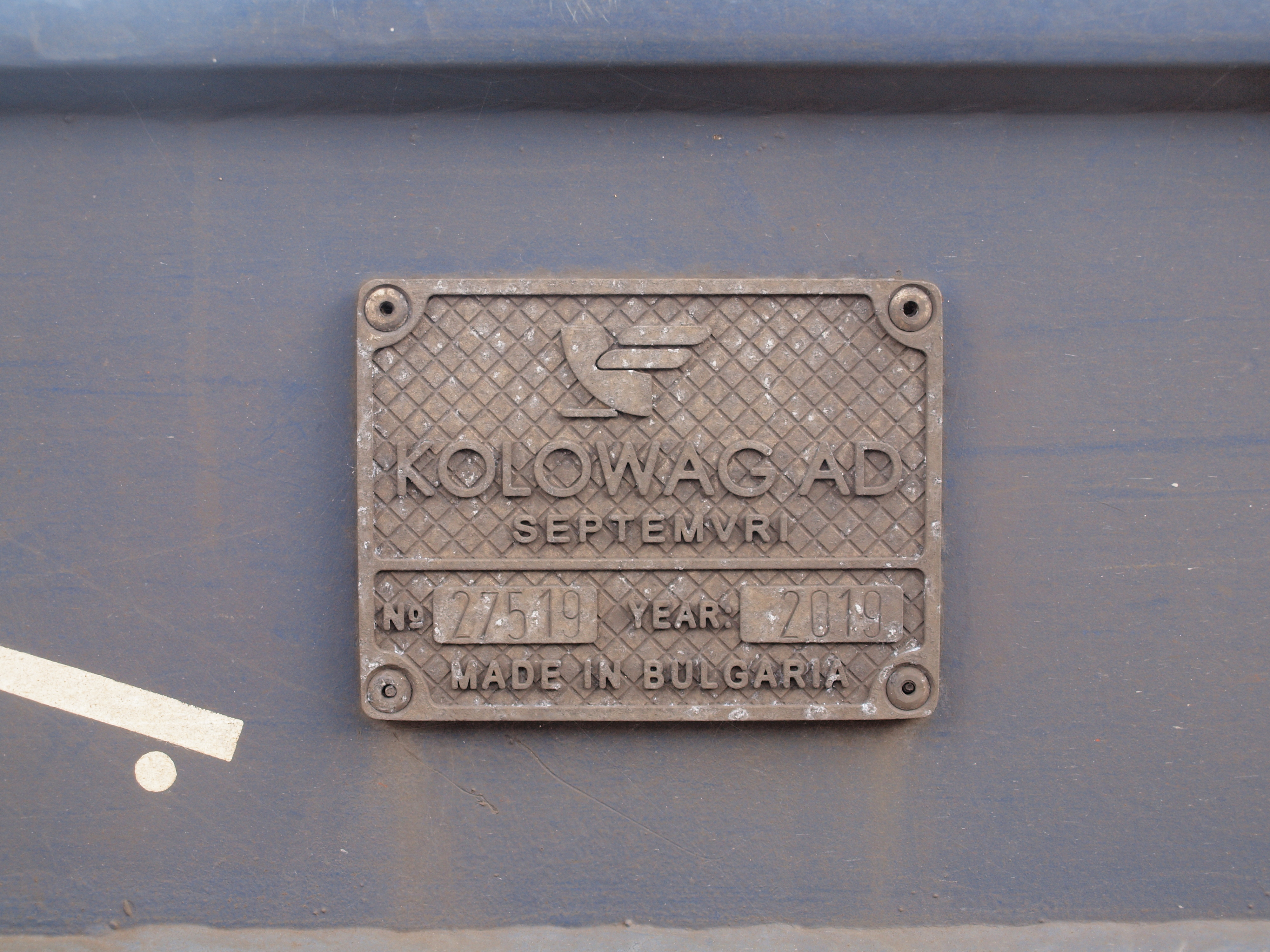
Herstellerschild „Kolowag 2019“.
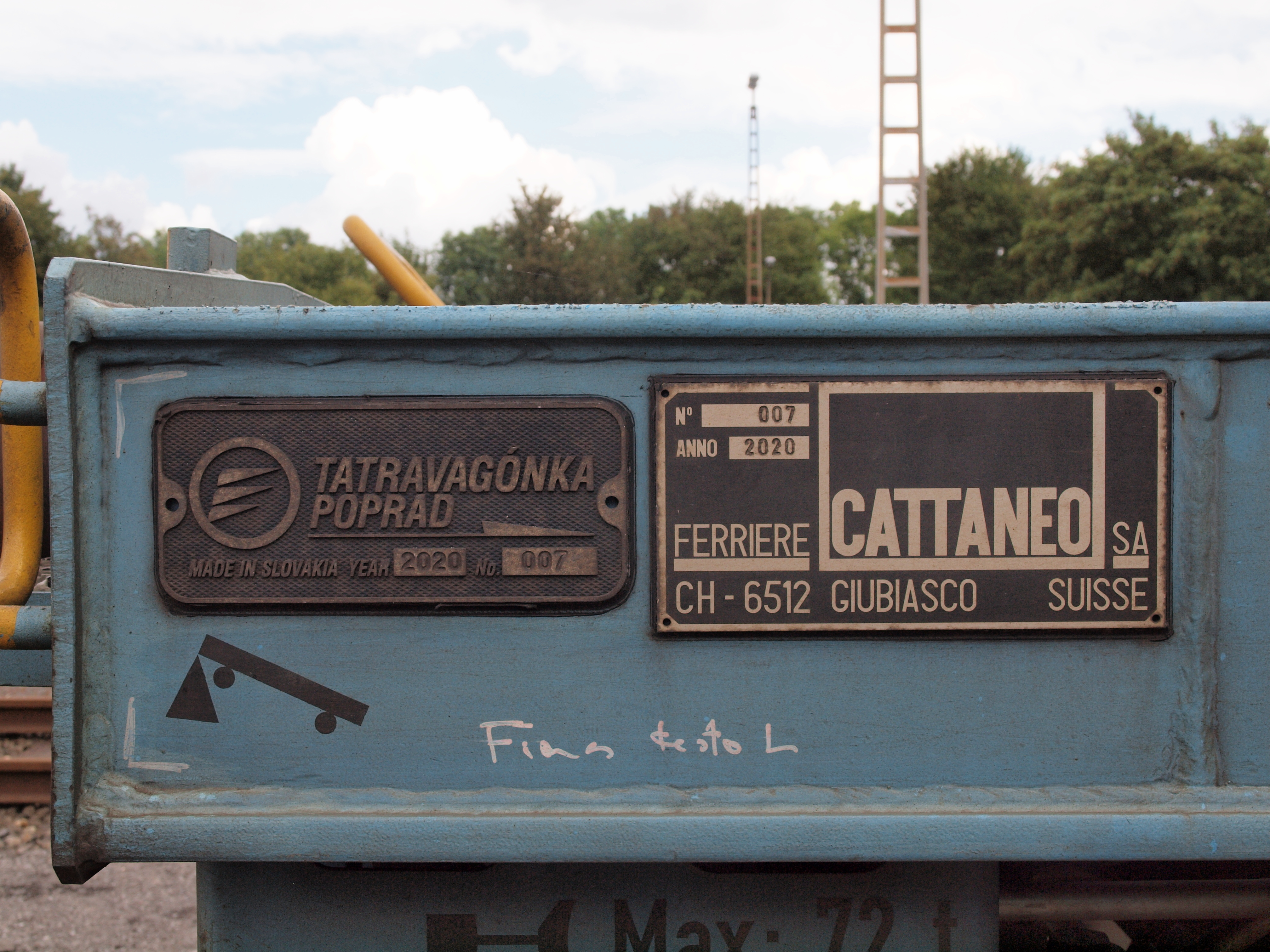
Herstellerschild „Ferriere Cattaneo 2020“ bzw. „Tatravagónka 2020“.
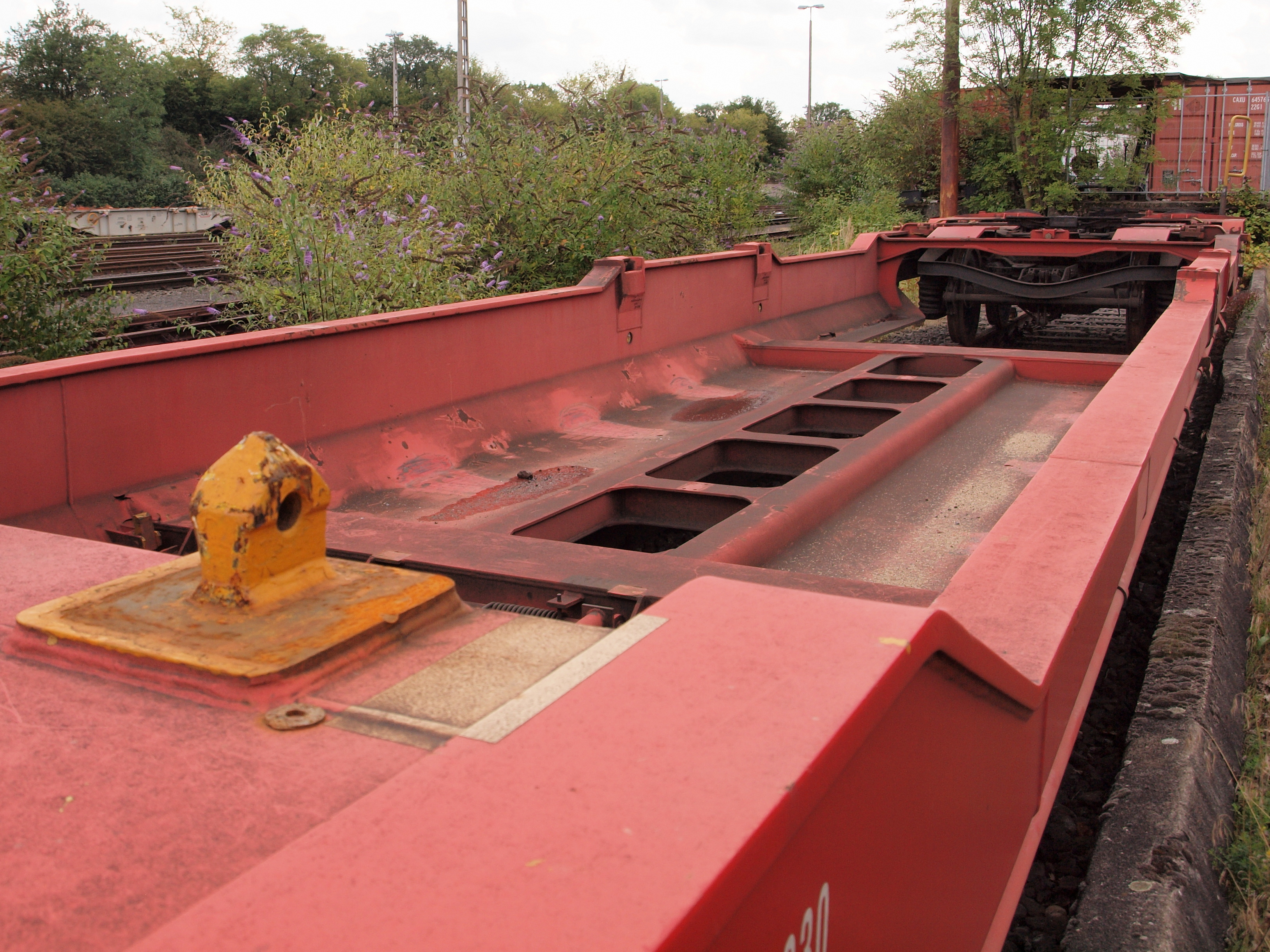
ISO-Aufsetzzapfen und Detailansicht der Ladetasche (Bauart Tatravagónka).
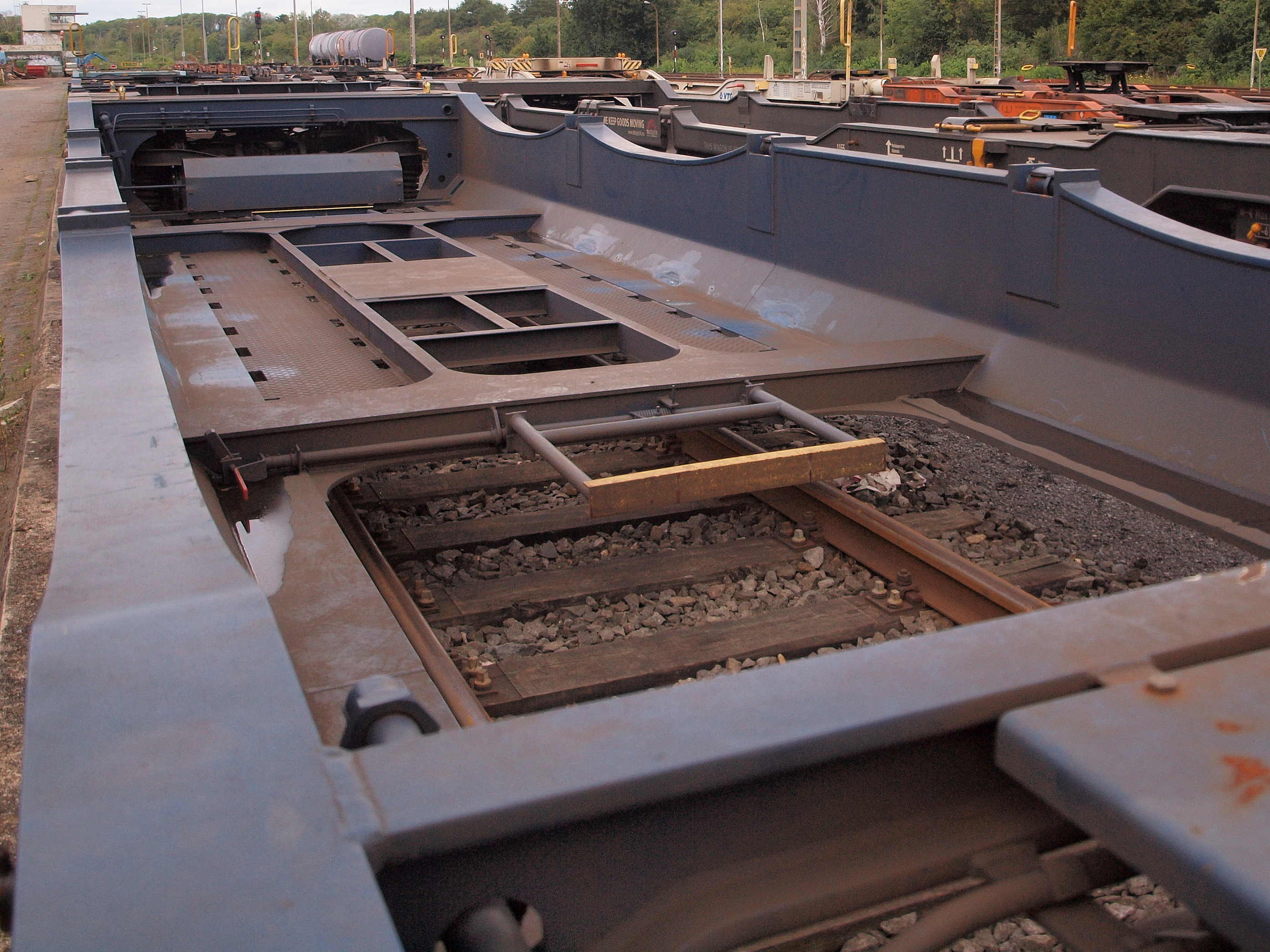
Detailansicht der Ladetasche (Bauart Kolowag).
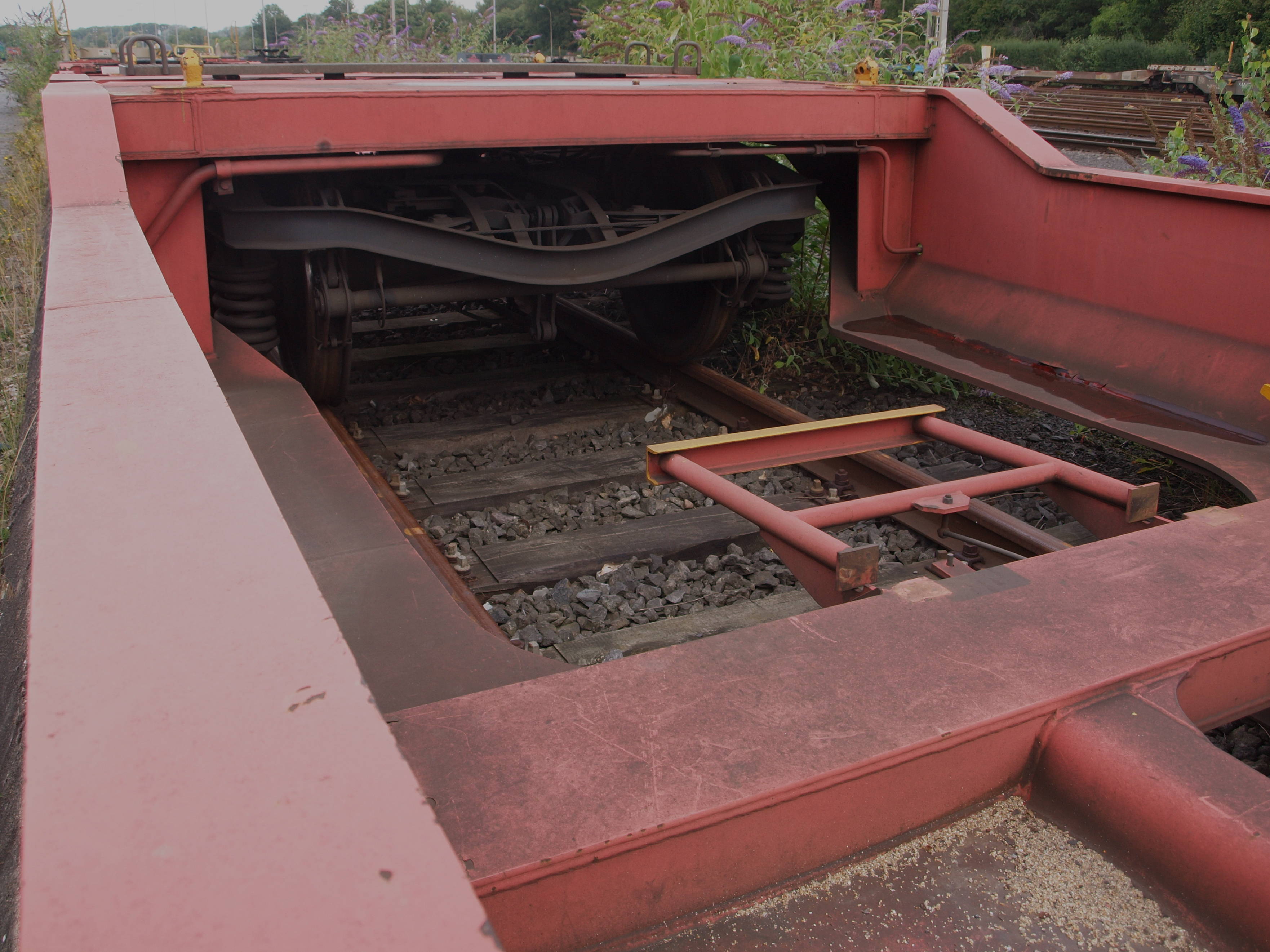
Detailansicht der Außenlangträger und Kopfseite des Mittendrehgestells.
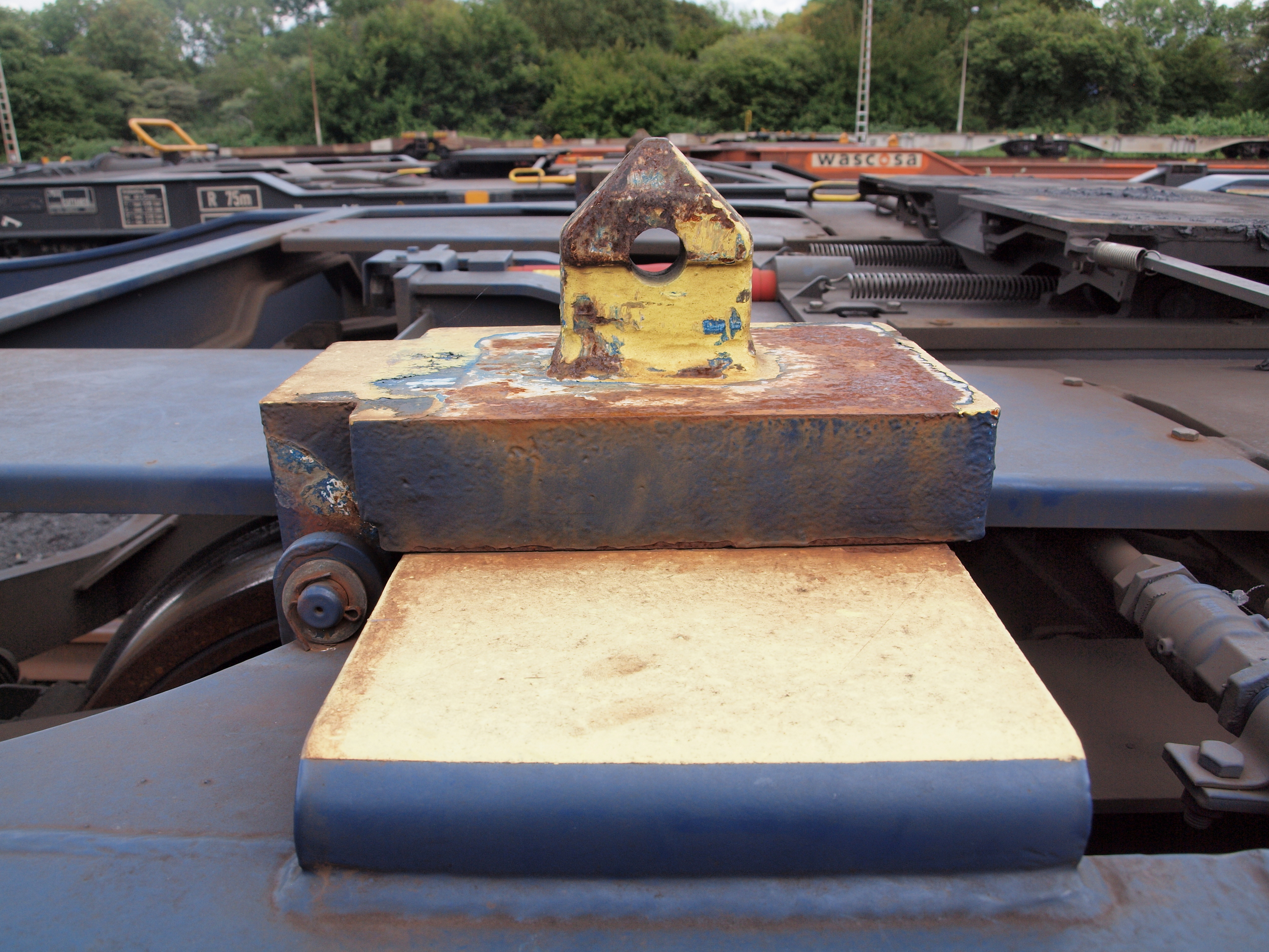
ISO-Aufsetzzapfen hochgeklappt.
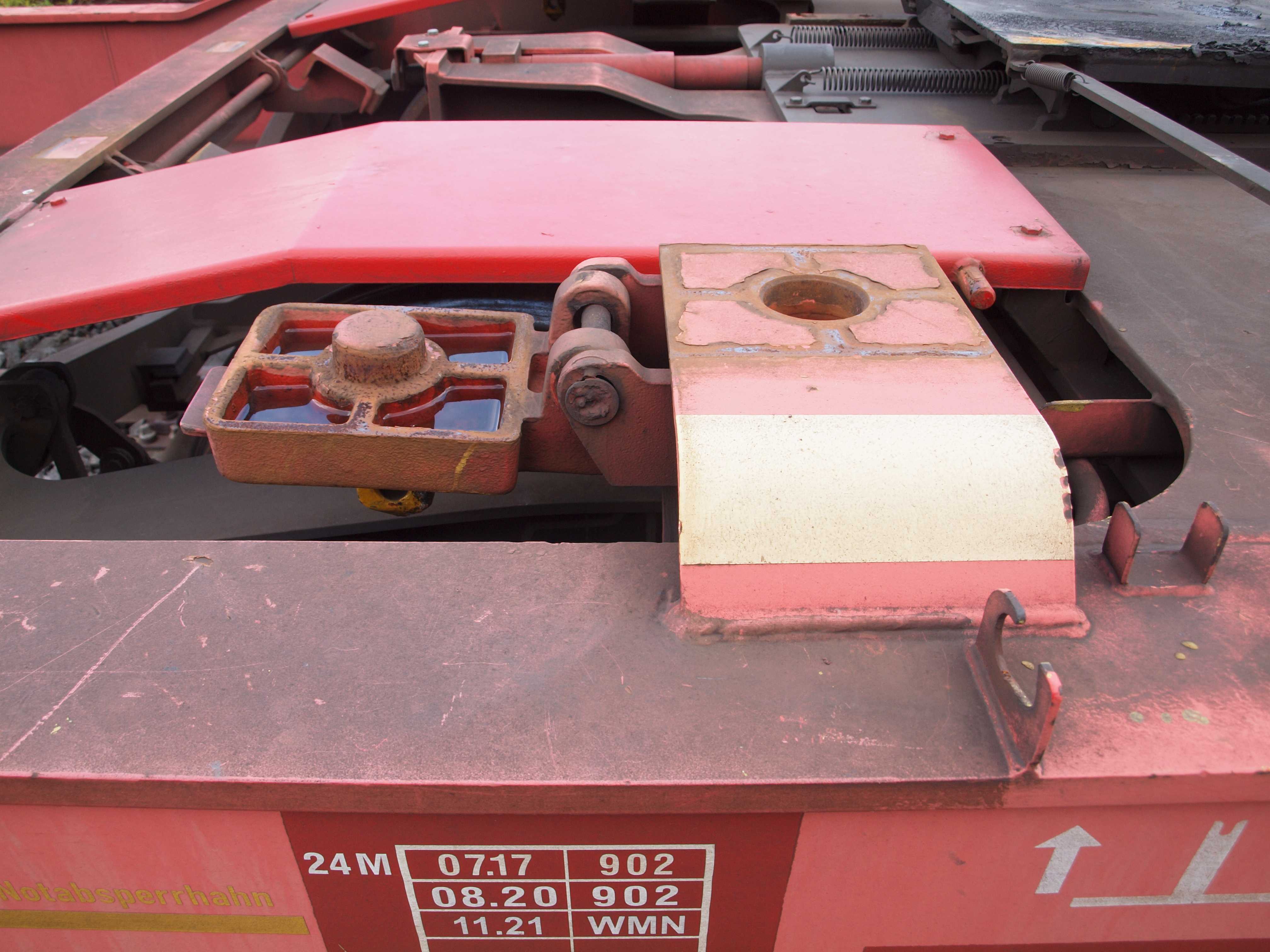
ISO-Aufsetzzapfen in Ruheposition.
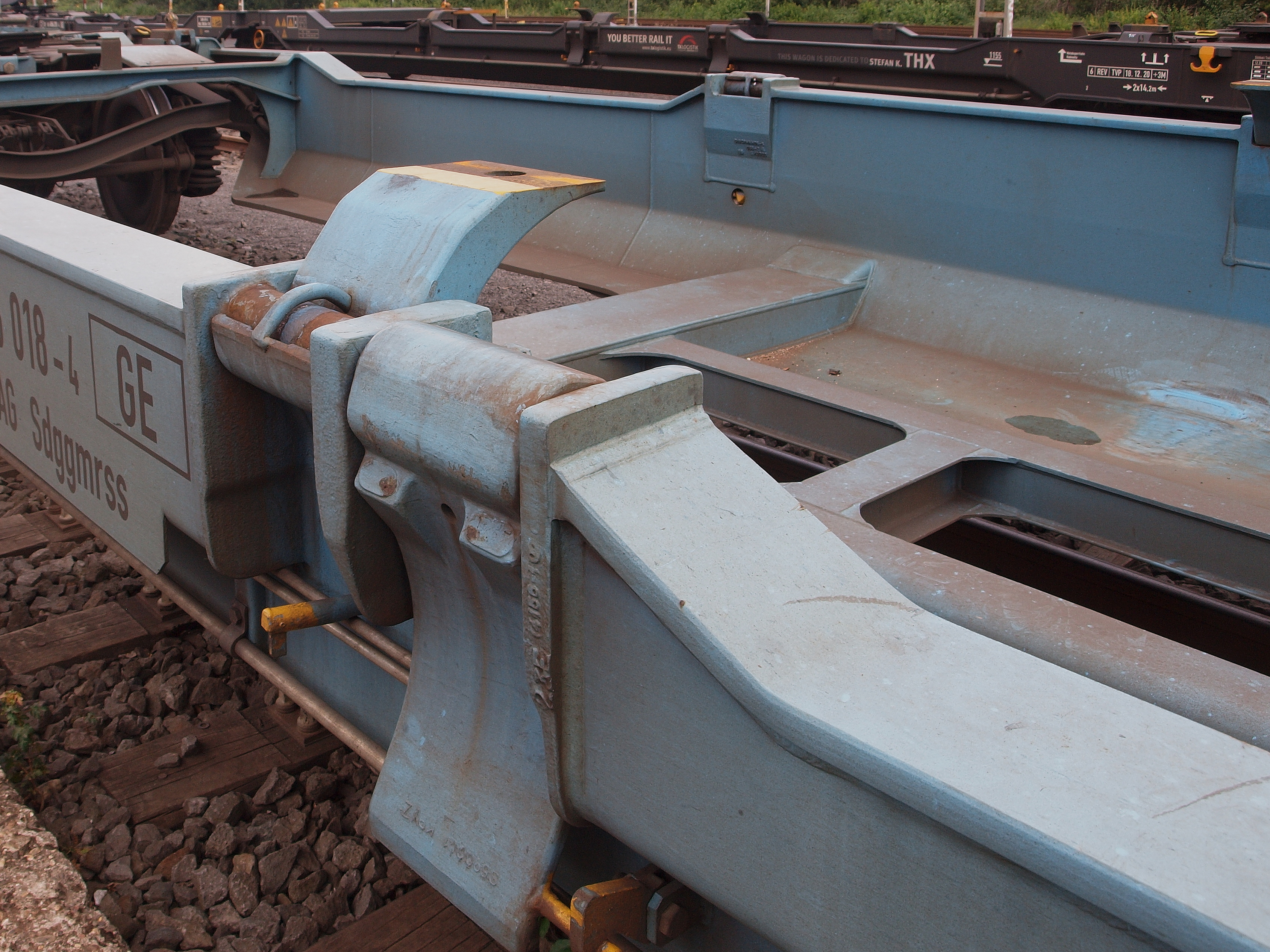
Klappriegel am Außenlangträger.
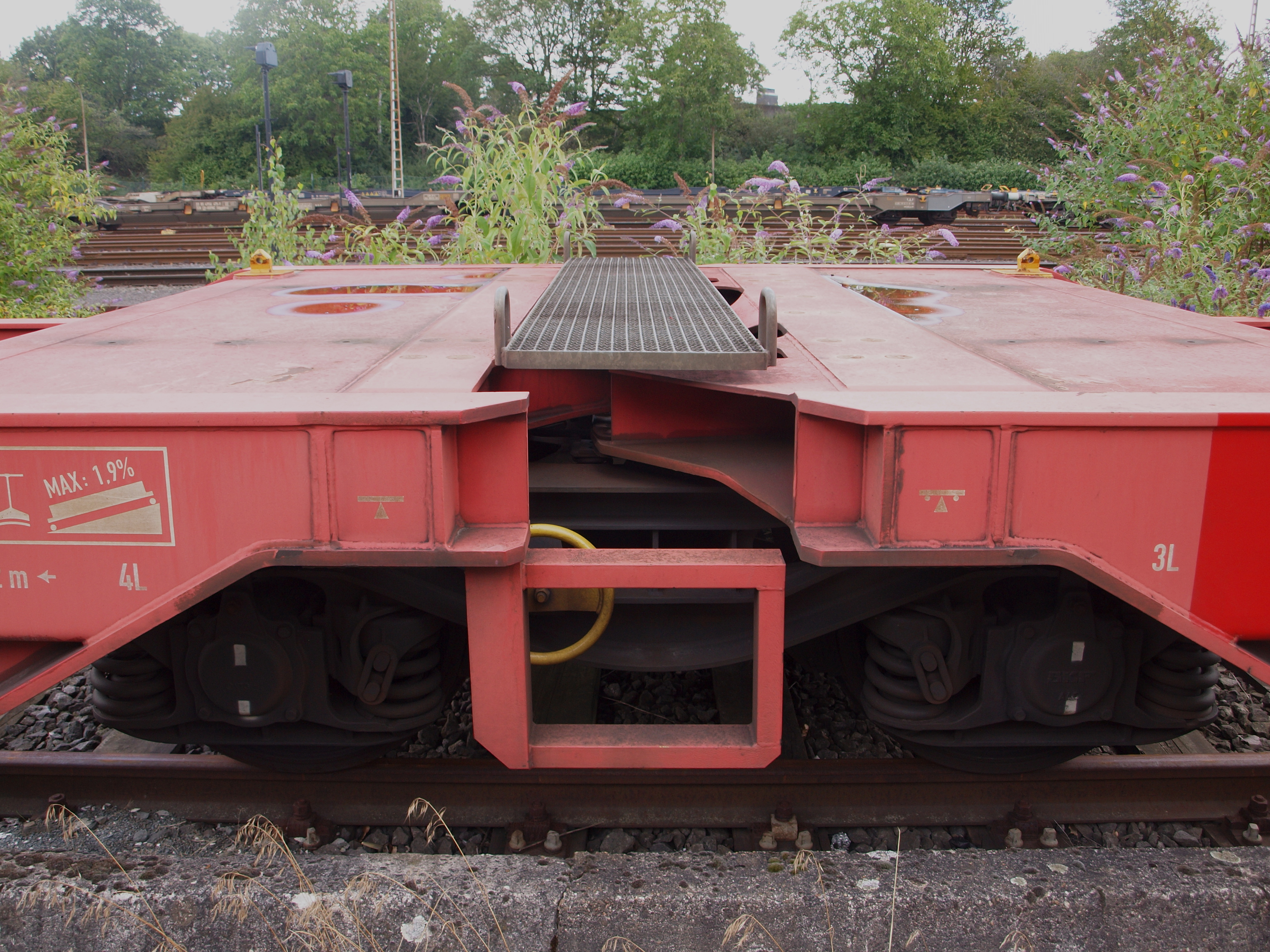
Gelenkverbindung mit Gitterrost und Aufstiegsleiter.
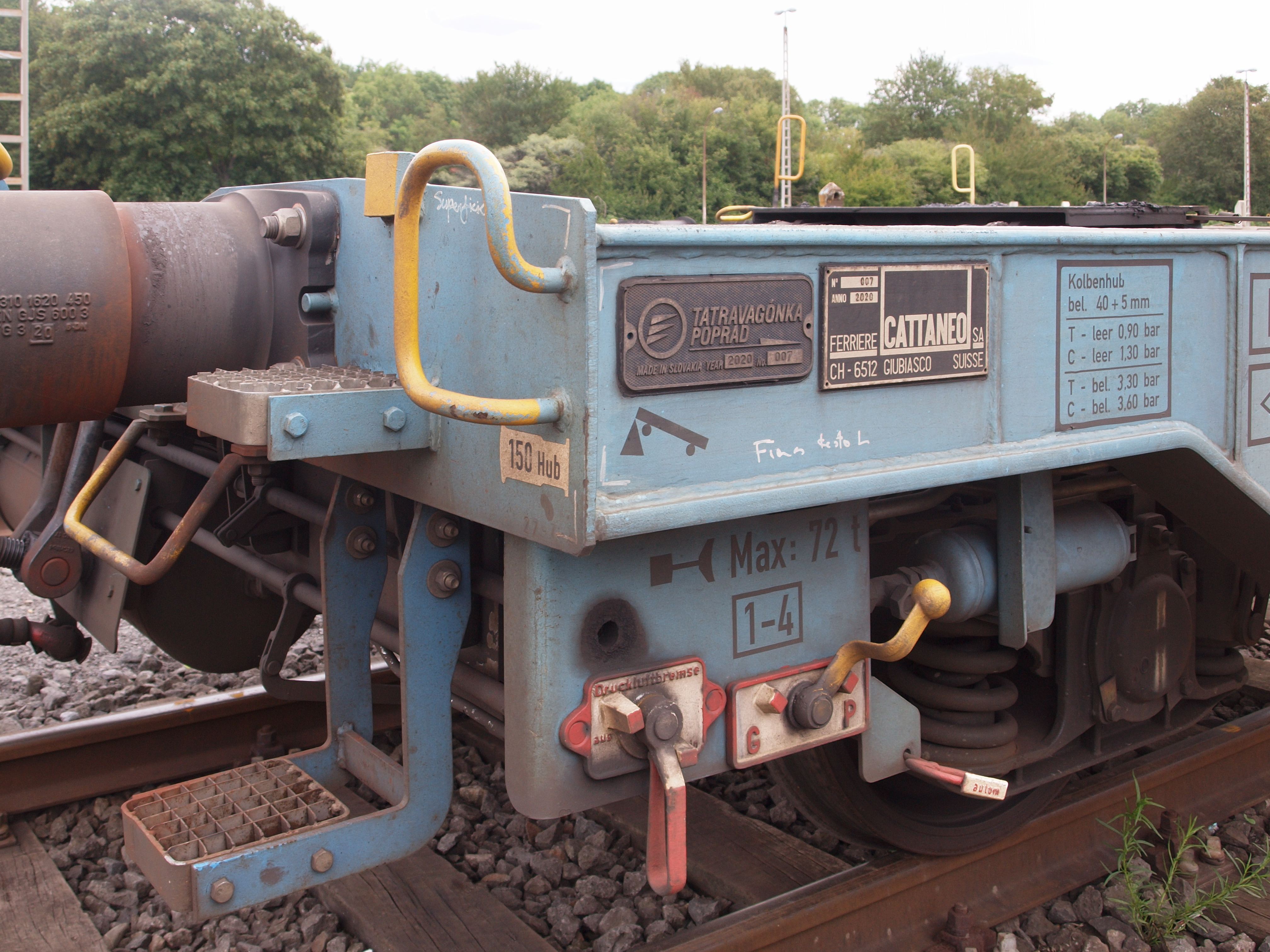
Rangiertritte an der Stirnseite.
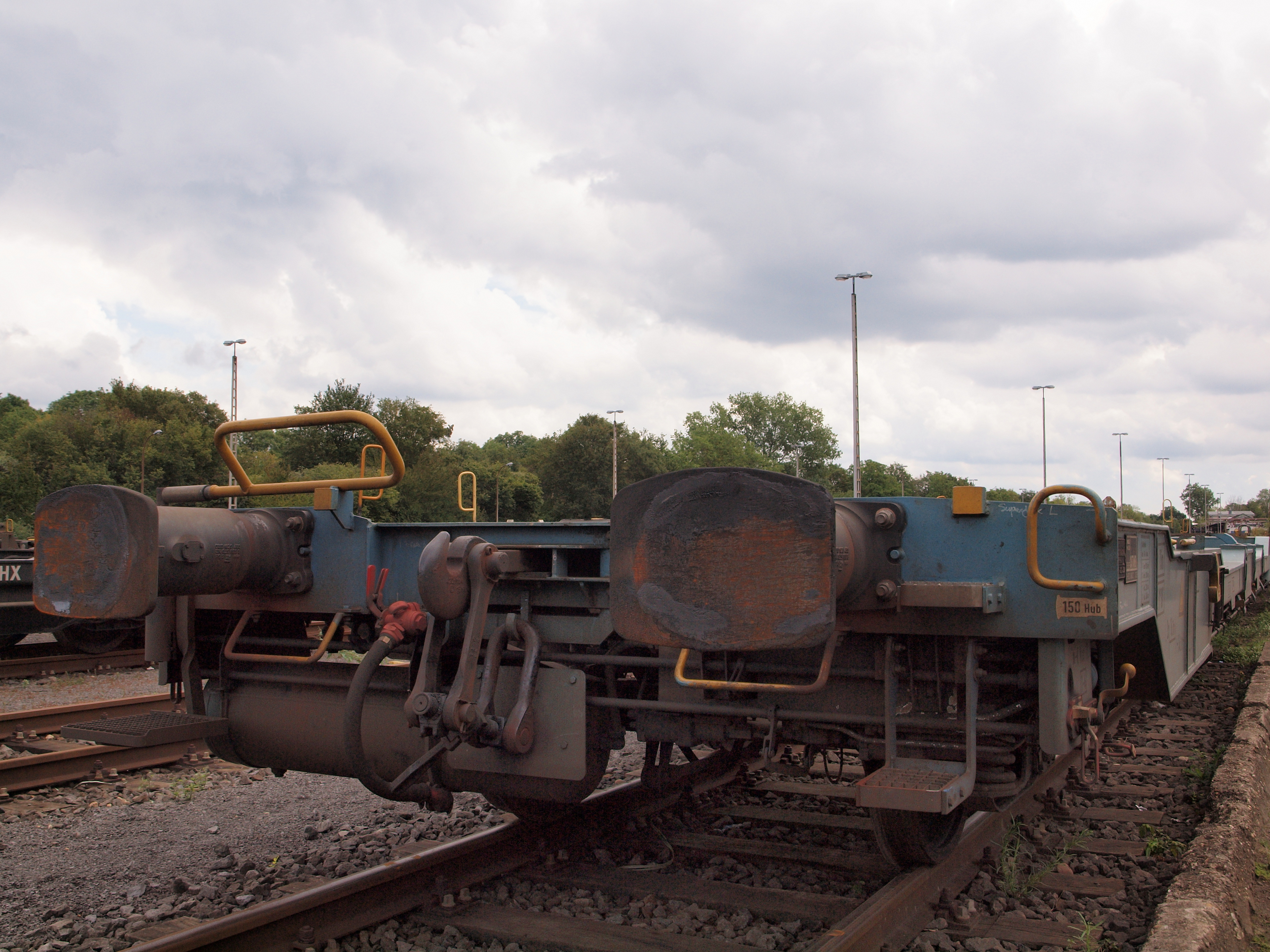
Stirnseite mit Crash-Elementen.
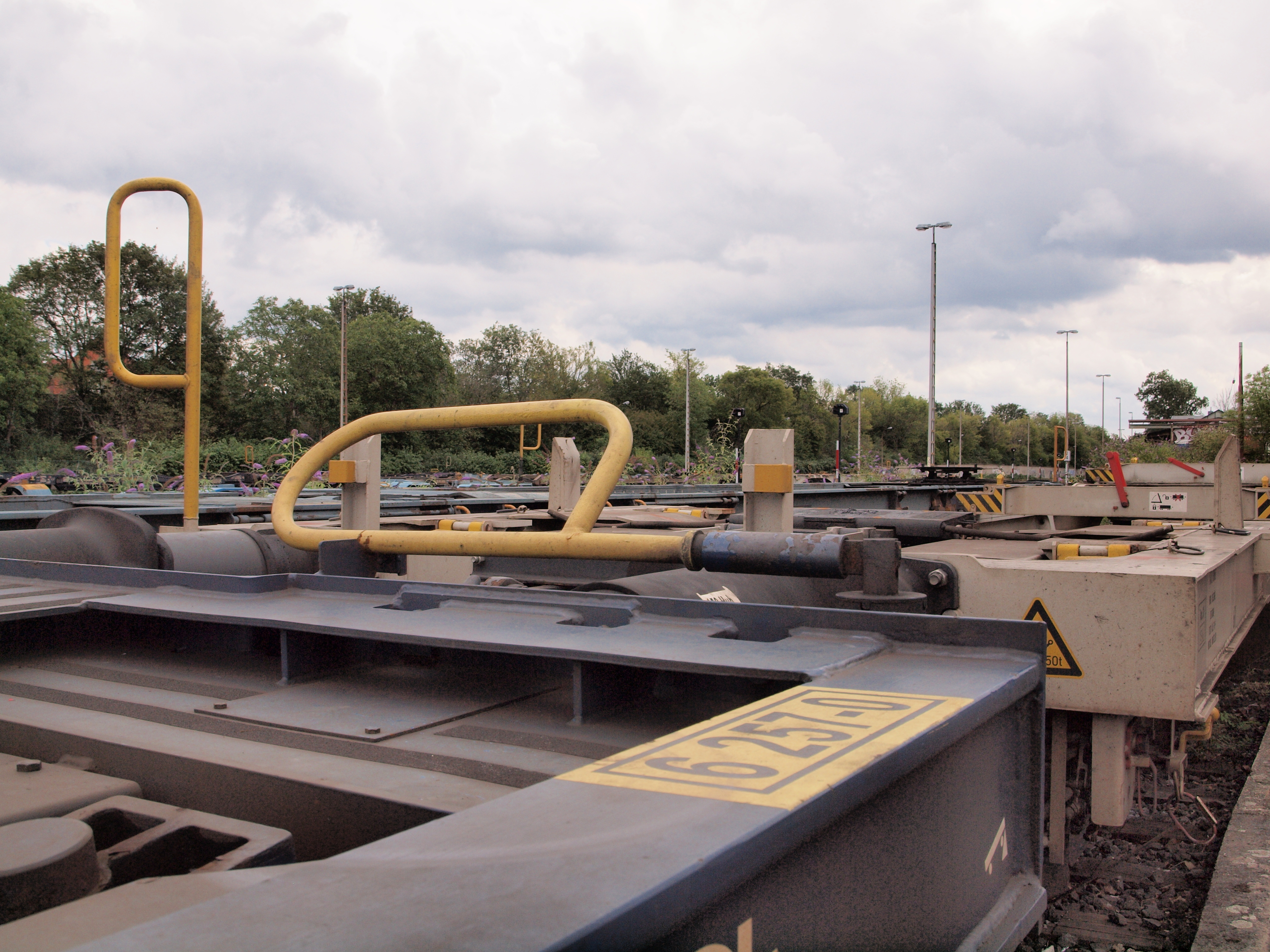
Umlegbare Rangierhandgriffe.
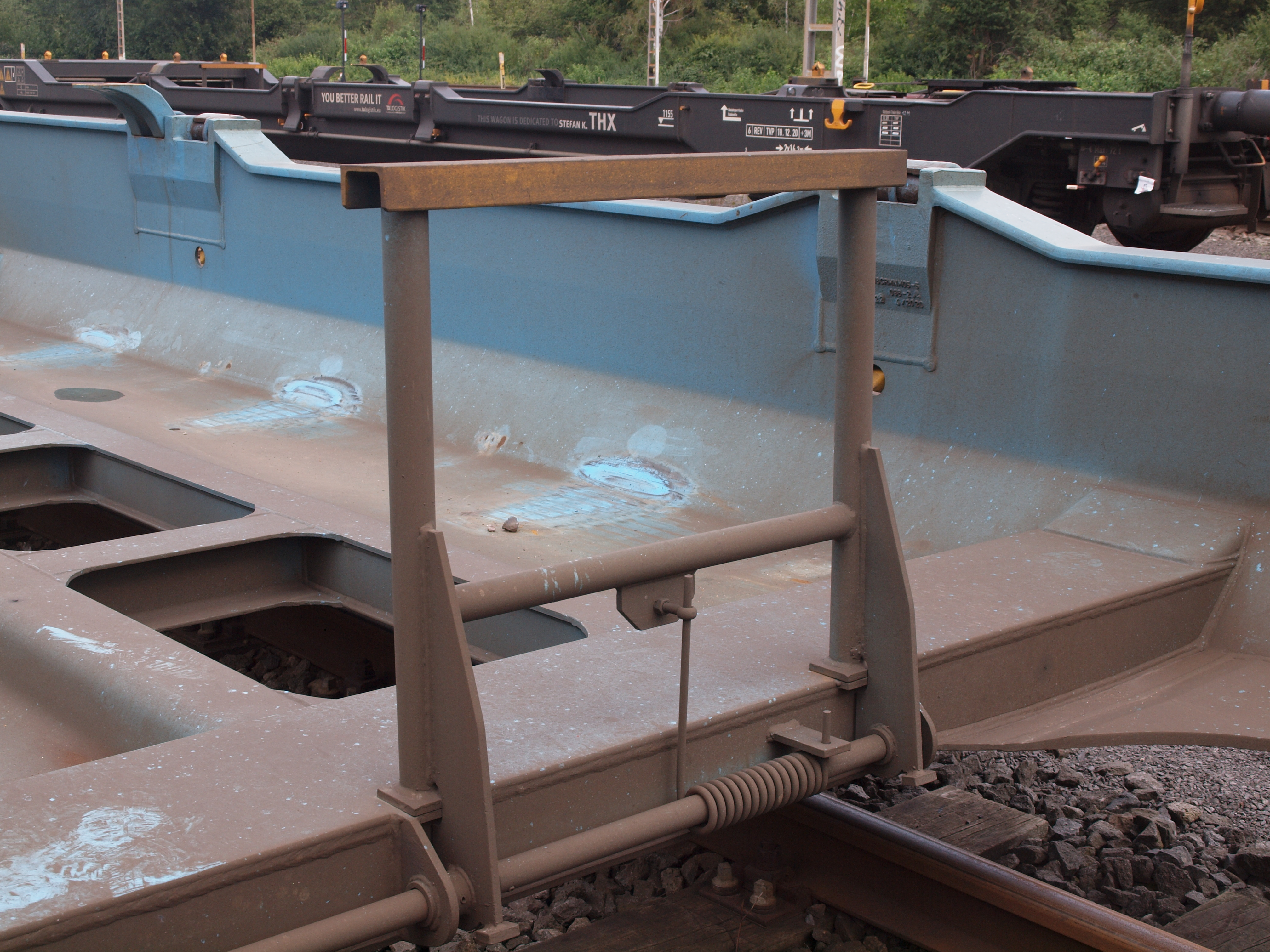
Aufgeklappte Mittenunterstützung für Container und Wechselbehälter.
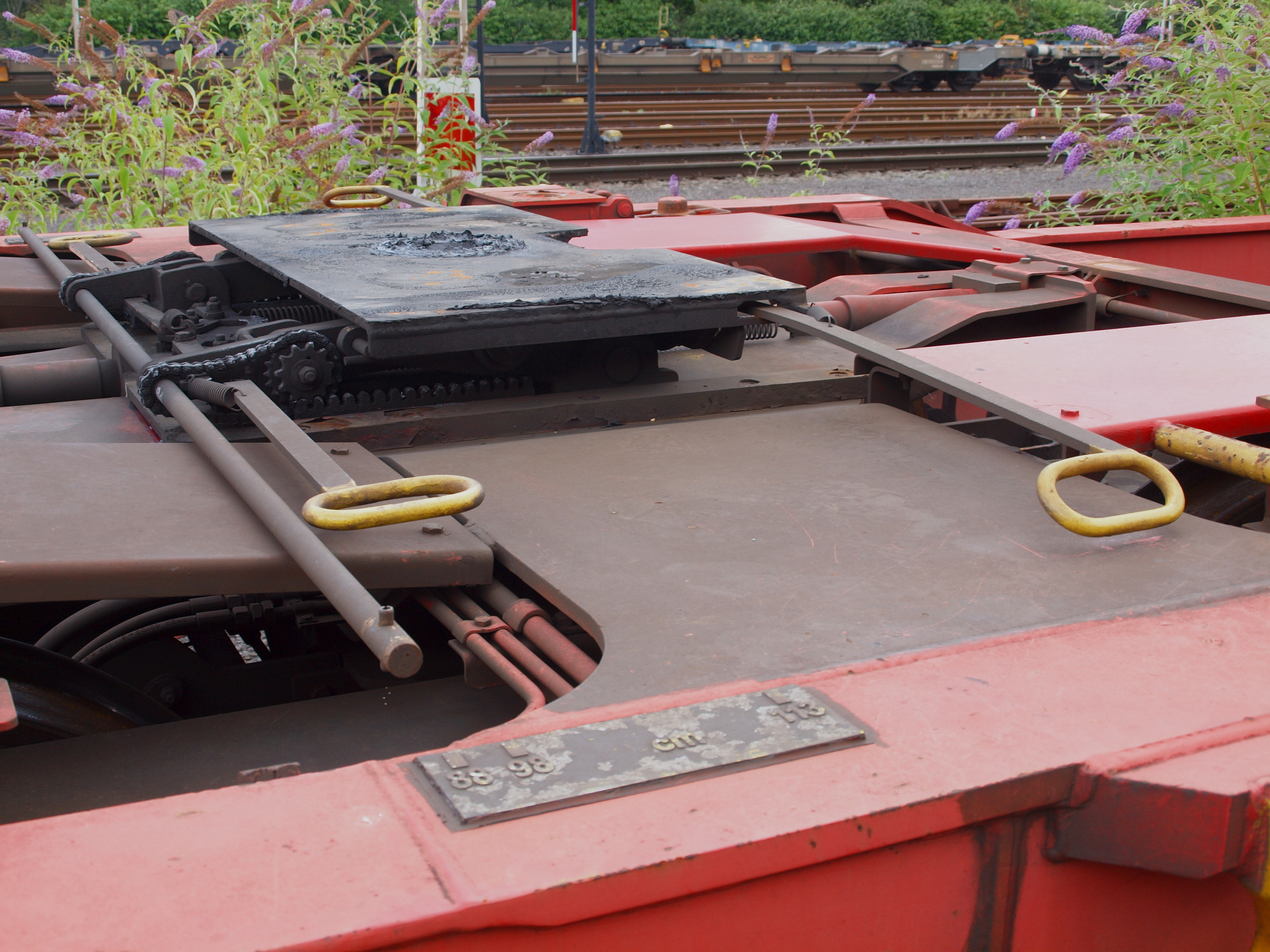
Stützbock in Ruheposition.

### TWIN (Sdggmrs717)
Der Doppeltaschenwagen des Typs TWIN wurde in drei Bauserien (TWIN I, II, III) realisiert. Die Konzeption und Beschaffung des Taschenwagens erfolgte durch die Ahaus Alstätter Eisenbahn (AAE), welche bis zur Übernahme durch die VTG AG im Jahr 2015 europäischer Marktführer bei der Vermietung von Güterwagen war. Eine erste Bauserie (TWIN I) wurde im Zeitraum 2007 bis 2009 bei den Güterwagenherstellern Tatravagónka Poprad, Meva Drobeta Turnu Severin sowie Astra Vagoane realisiert. Etwa 350 der insgesamt ca. 1000 produzierten TWIN I wurden anschließend an die DB AG vermietet und als Sdggmrs717 eingestellt. Im Jahr 2013 gab die AAE die Markteinführung der Nachfolgebauserie TWIN II in einer Stückzahl von 100 Wagen bekannt, die im Unterschied zum TWIN I mit Scheibenbremsen ausgestattet wurde. Federführend für die technische Neuerung war der damalige technische Direktor der AAE, Dr. Johannes Nicolin. Ein Teil der ab 2013/14 ausgelieferten TWIN II wurde an das Unternehmen ERS Railways verleast.

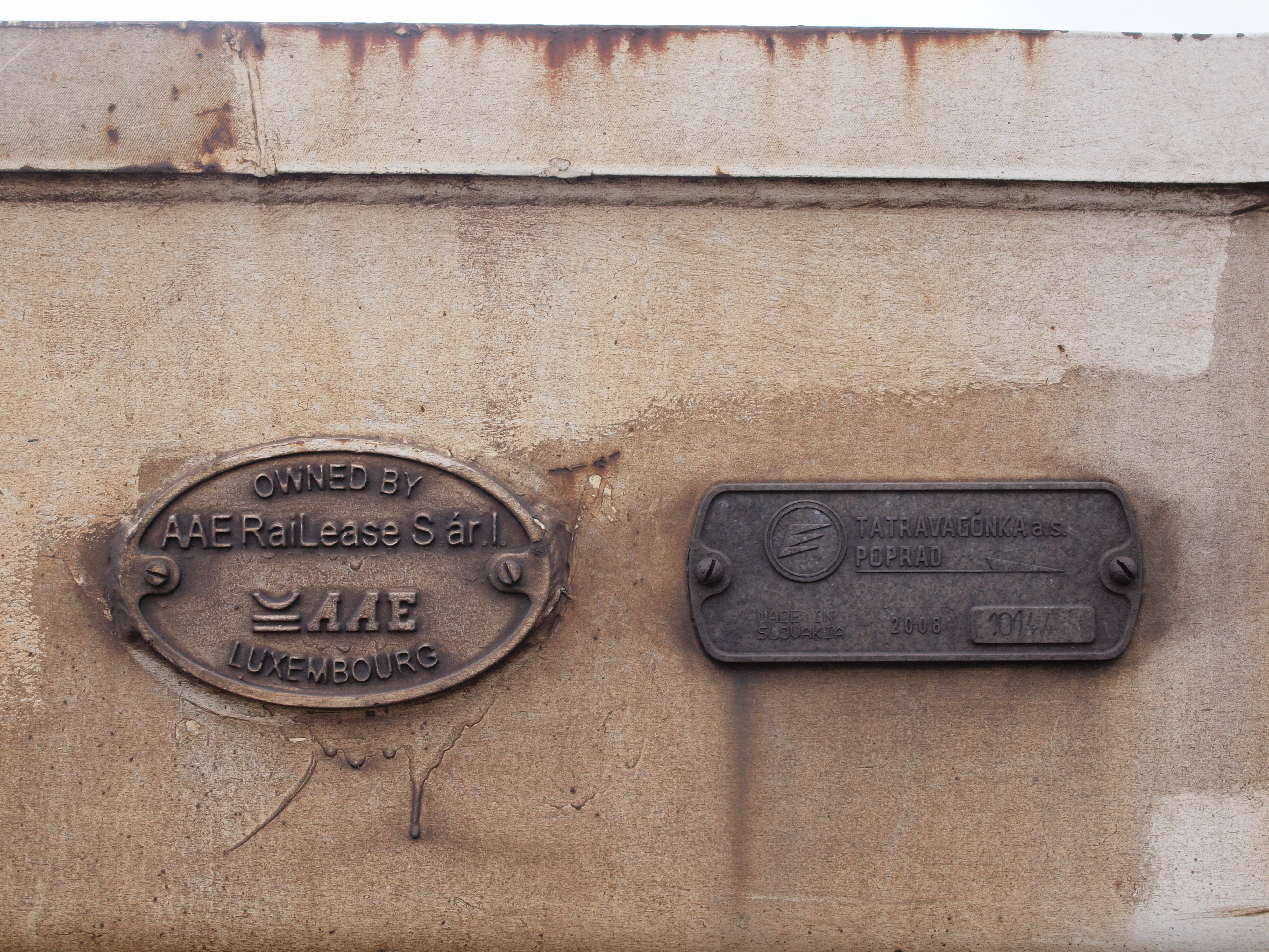
Herstellerschild TWIN I „Tatravagónka 2008“ und Eigentümerschild „AAE“.
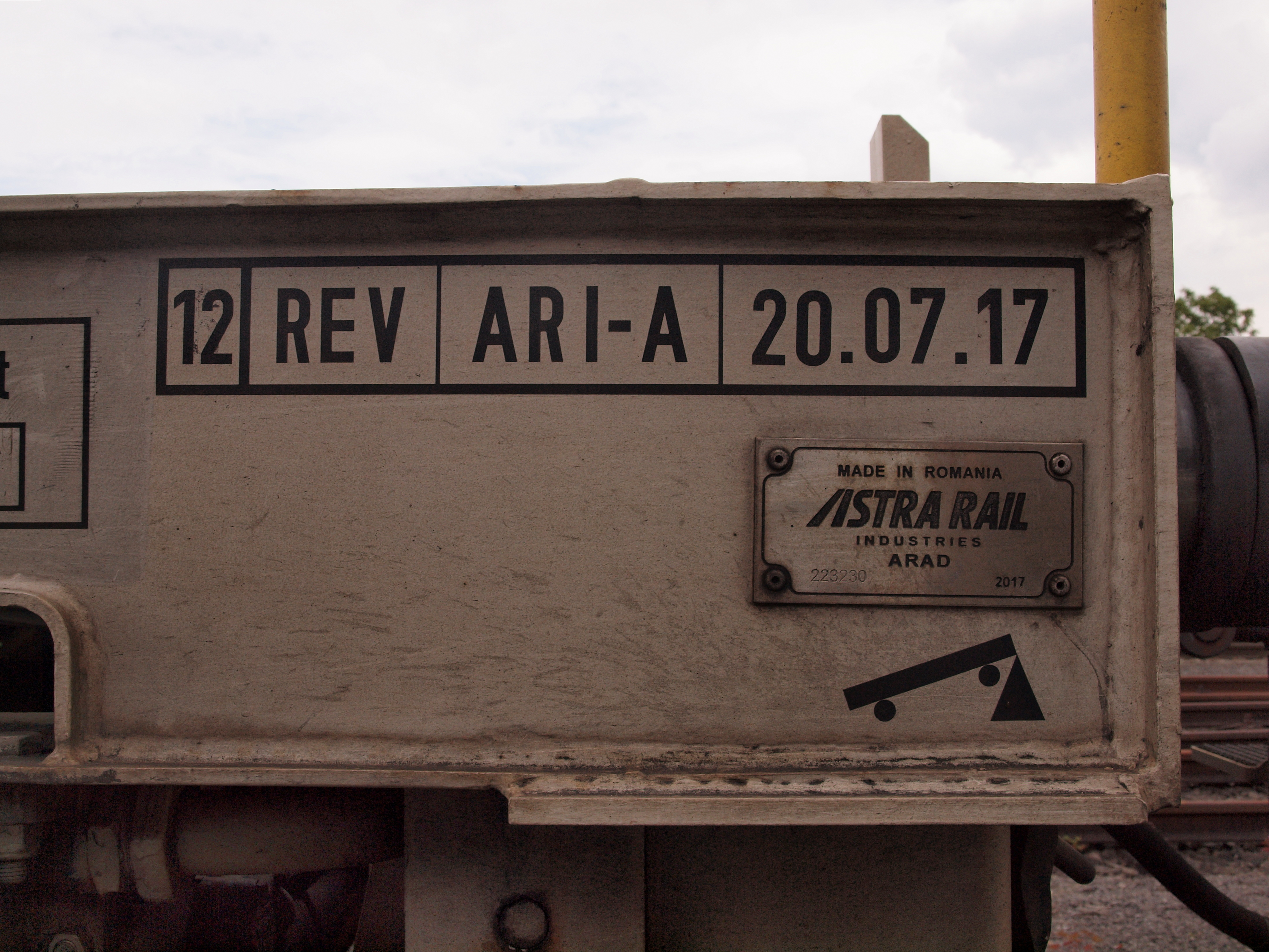
Herstellerschild TWIN II „Astra Rail 2017“.
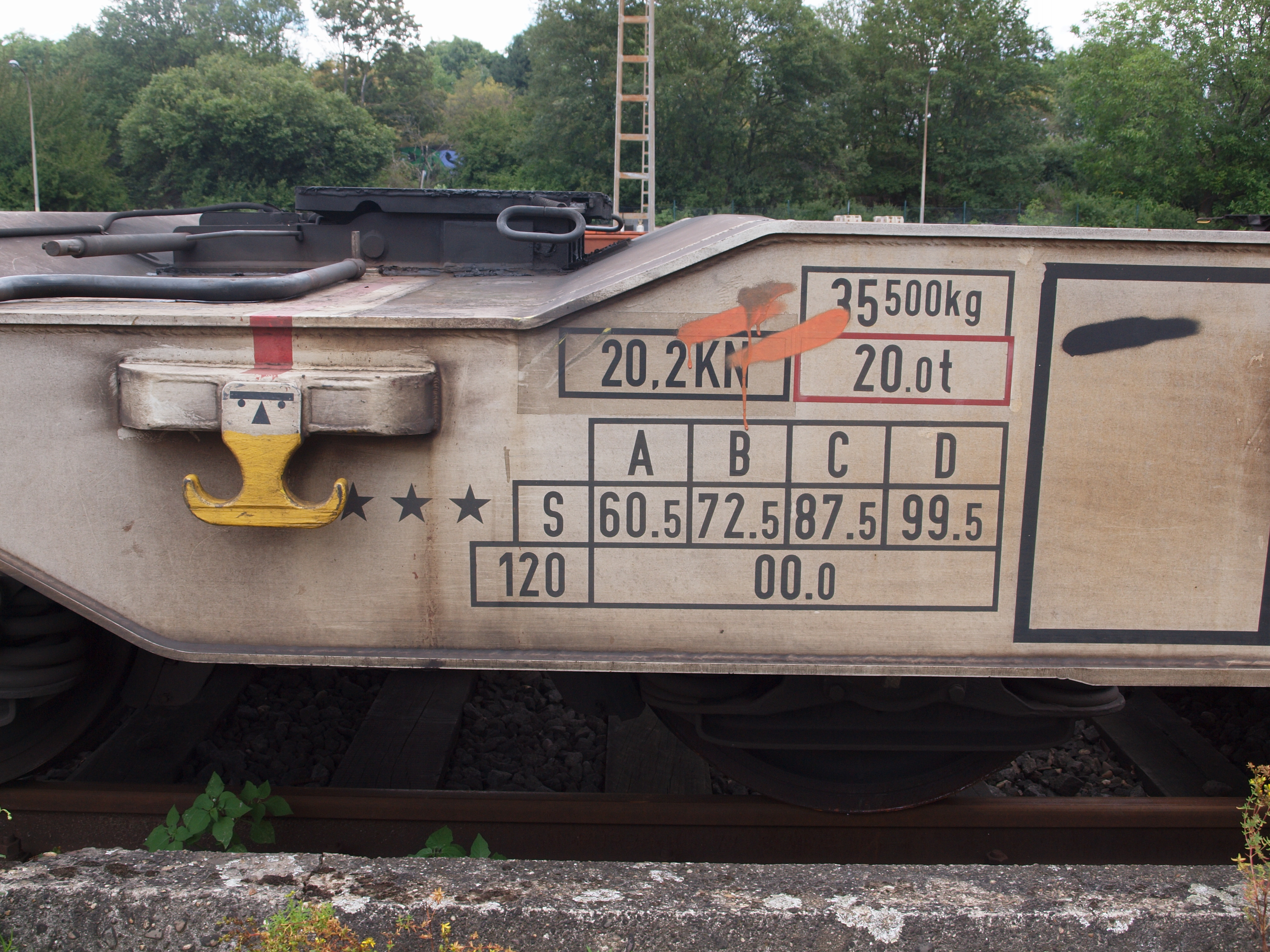
Bremanschriften: „S“ – lauf- und bremstechnisch für 100 km/h zugelassen; drei Sterne – automatische Lastabbremsung.
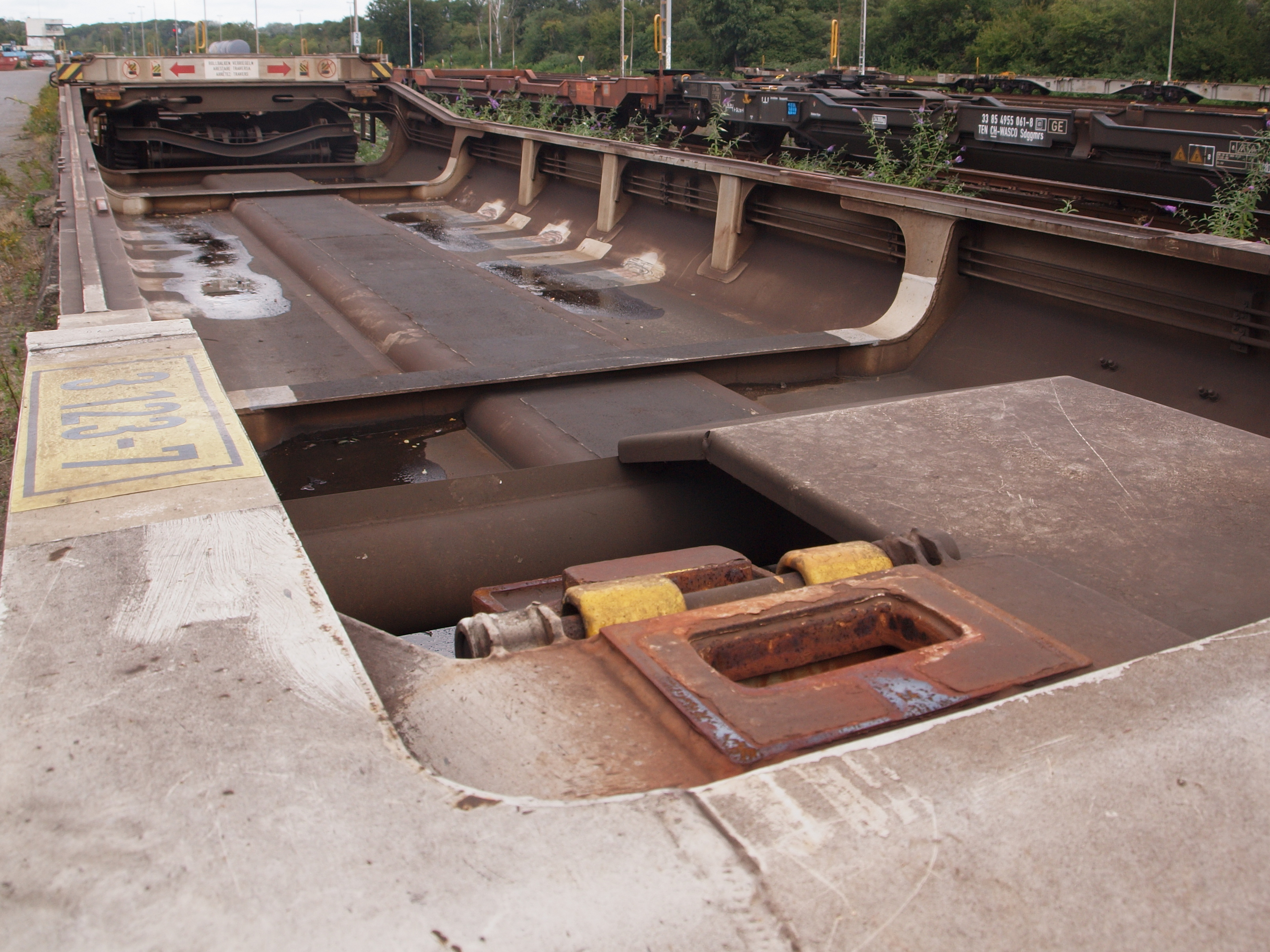
Detailansicht der Ladetasche (Bauart TWIN I).
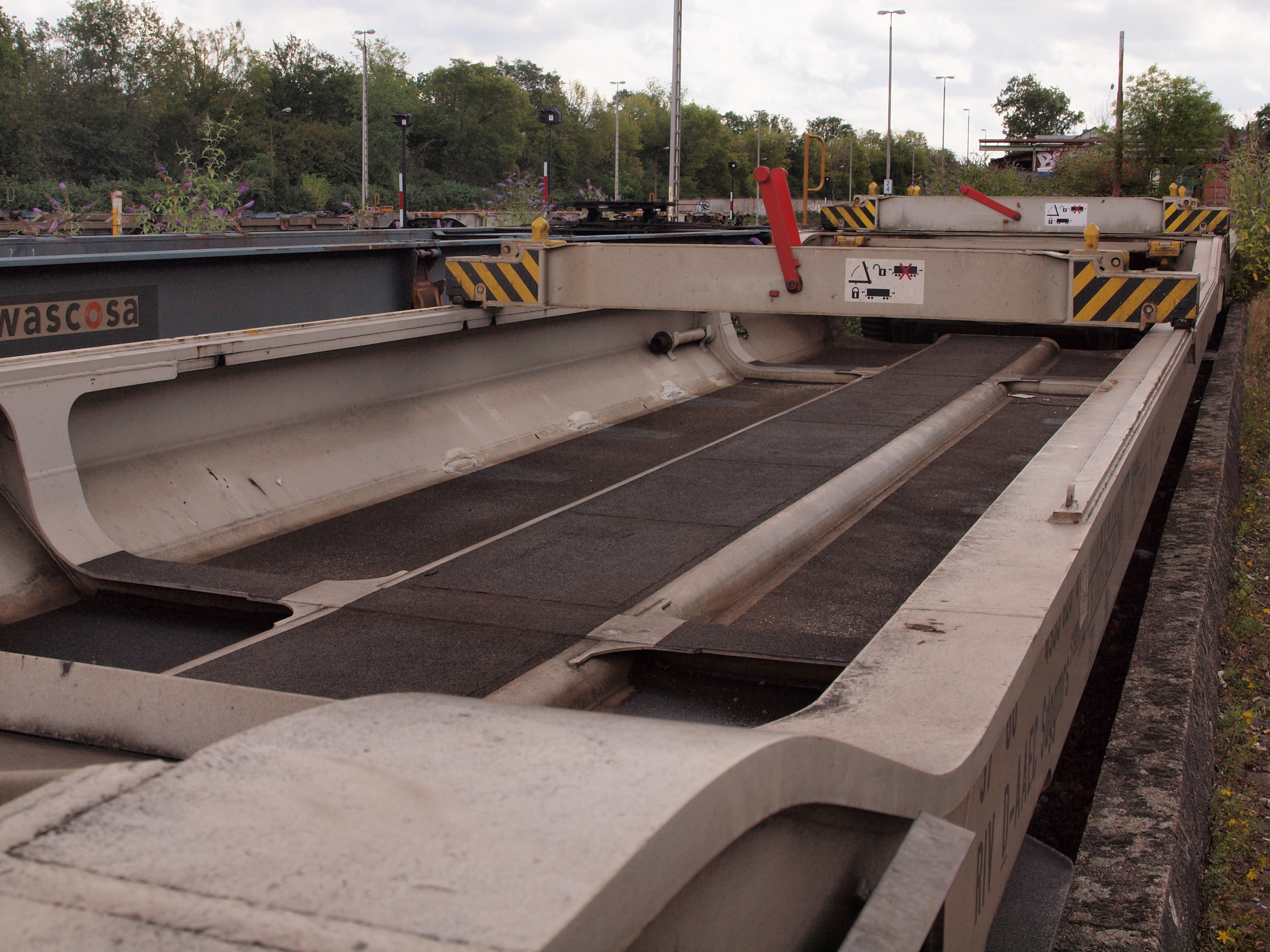
Detailansicht der Ladetasche (Bauart TWIN II).
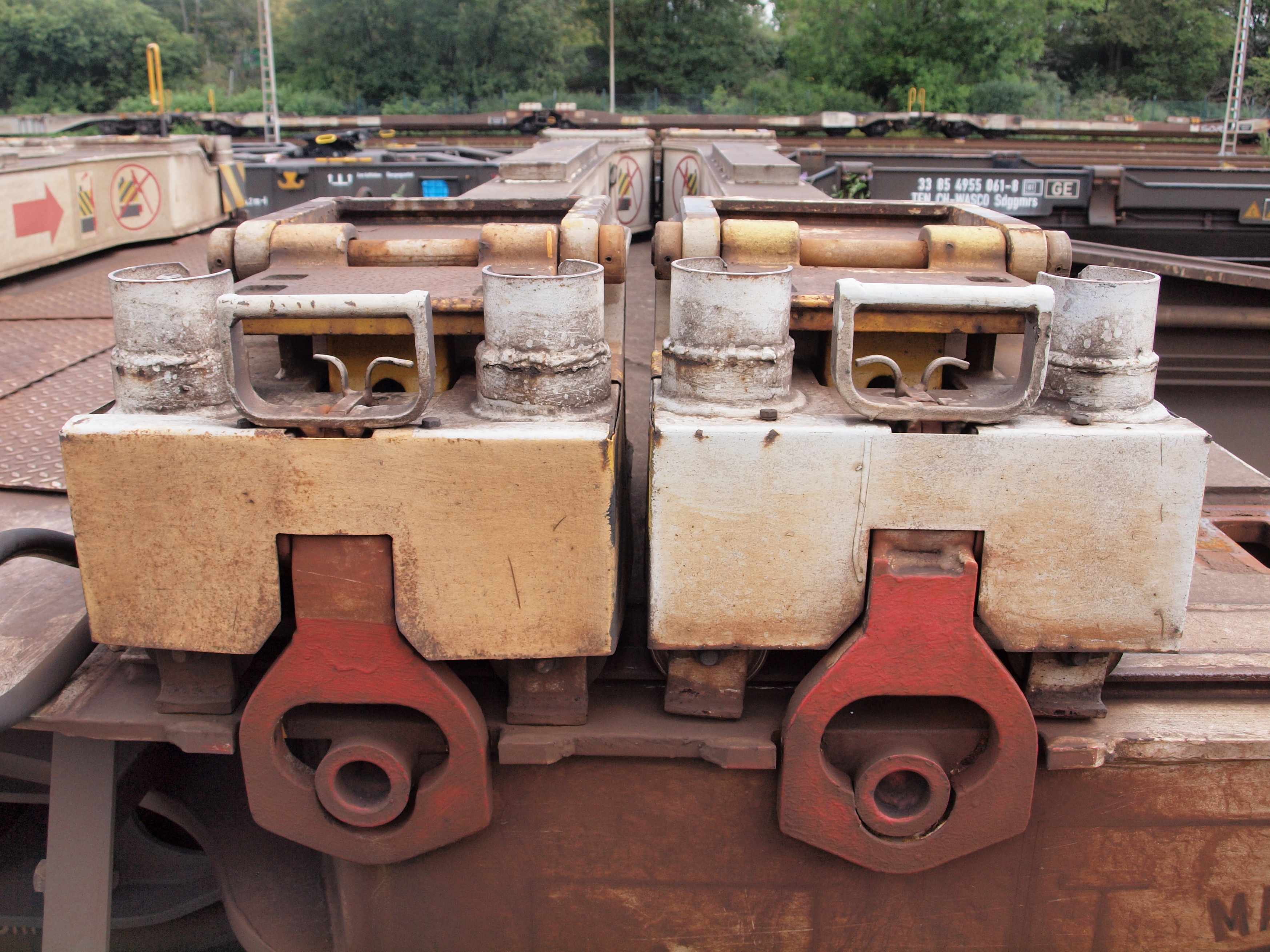
Rollbalken in Ruheposition.
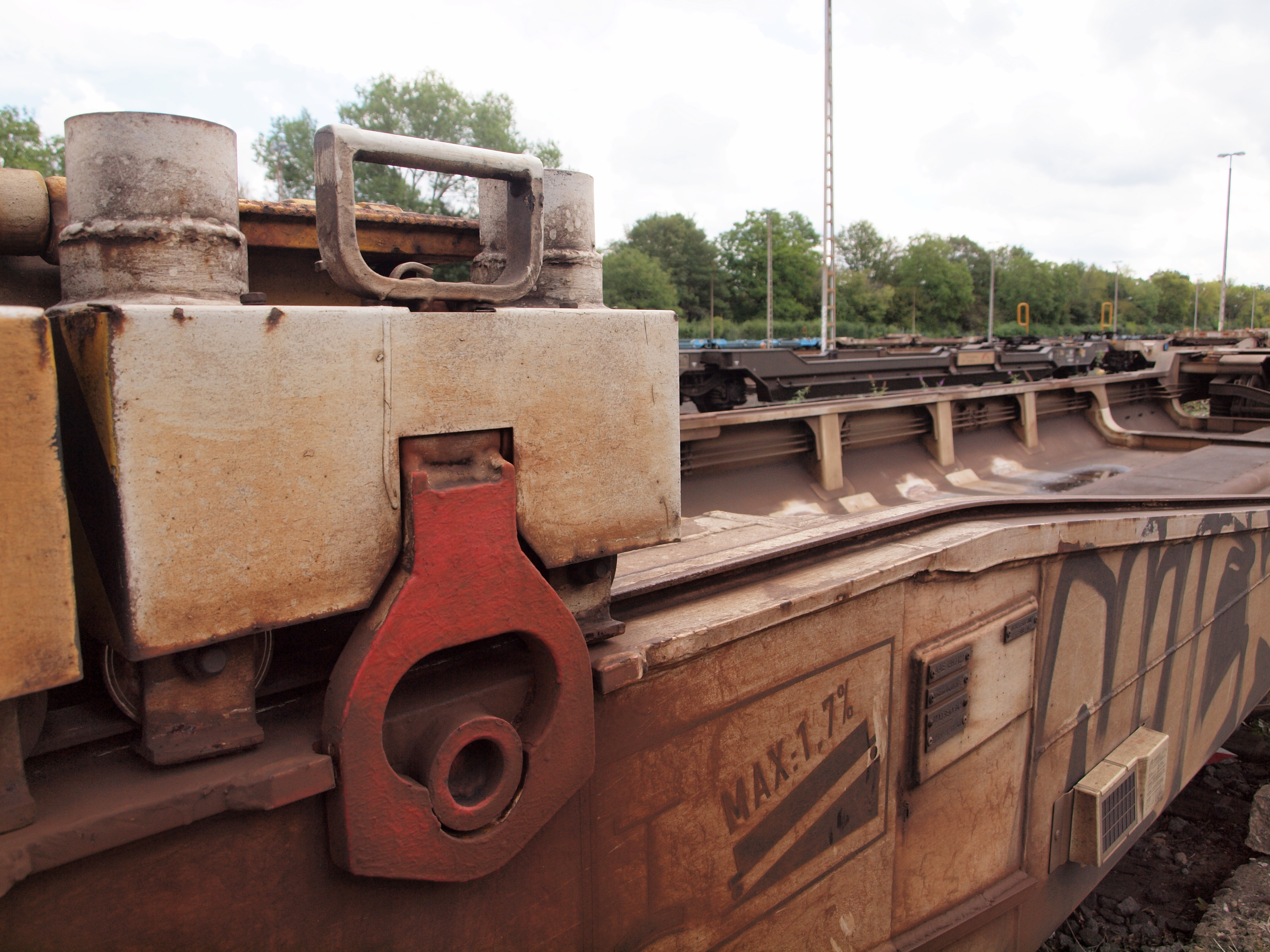
Rollbalken mit abfallender Rollschiene auf dem Außenlangträger.
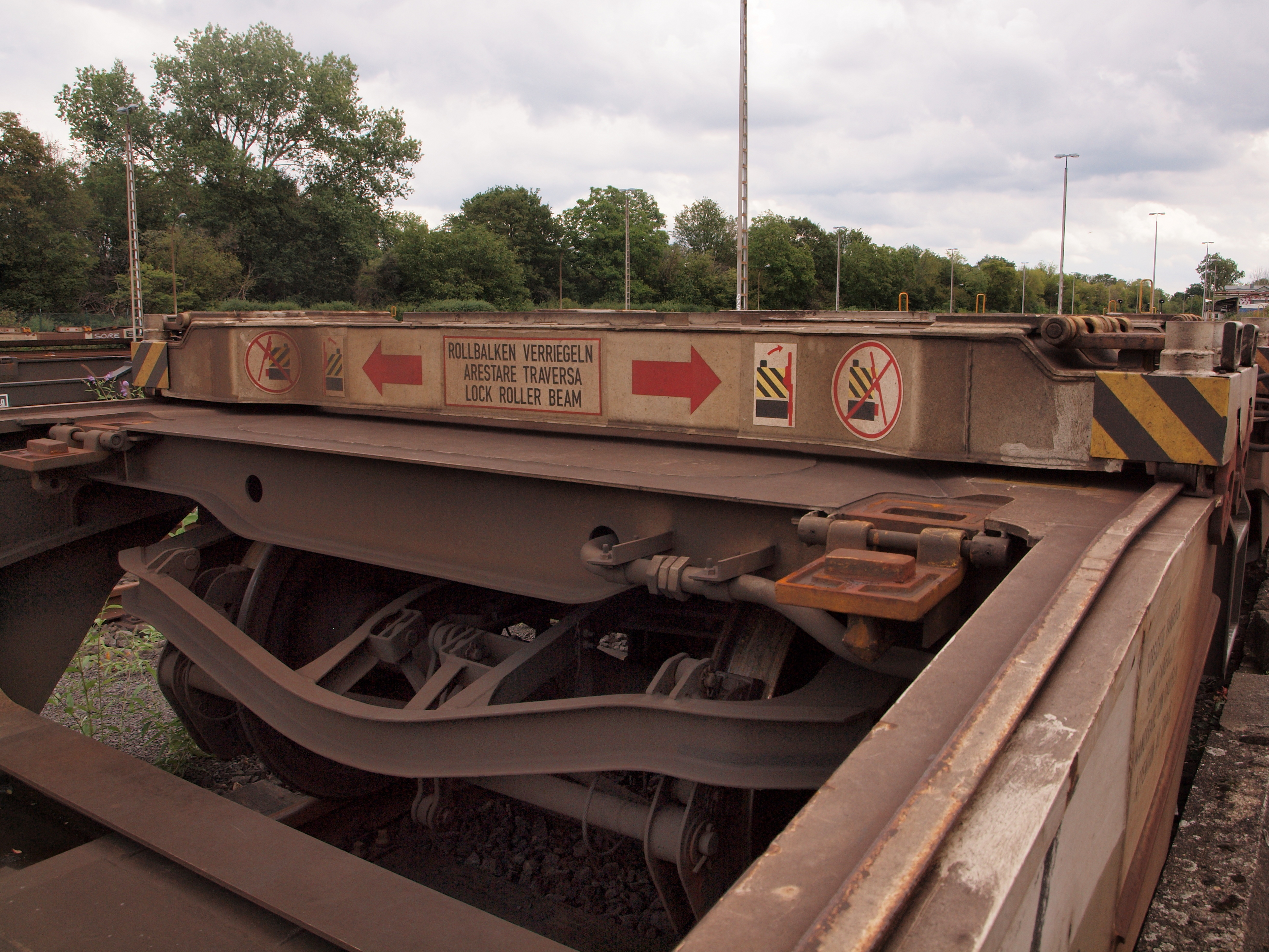
Rollbalken mit Bedienungshinweisen.

### T4000 (Sdggmrss)
Eine Weiterentwicklung des T3000e ist der Gelenkwagen T4000, welcher auf der Innotrans 2022 von dem Hersteller Tatravagónka Poprad in Zusammenarbeit mit Ferriere Cattaneo präsentiert wurde. Die Konstruktion sieht die Möglichkeit des Radsatztausches (1435 mm versus 1668 mm Spurweite) und somit den Einsatz auf der Iberischen Halbinsel vor. Erste Bestellungen des T4000 erfolgten durch VTG.

## Typspezifische Daten
| Gattung      | UIC-Typ | Gattungskennzahlen | Hersteller                             | Inbetriebnahme | LüP (mm) | Radsatzfolge | Ladelänge (mm)             | Lastgrenze (t) | Eigengewicht (t) | Quellen       |
| ------------ | ------- | ------------------ | -------------------------------------- | -------------- | -------- | ------------ | -------------------------- | -------------- | ---------------- | ------------- |
| Sdgkms       | T1a     | 707                | unbekannt                              | ca. 1973       | 16440    | 2'2'         | 1x 14600                   | ca. 33         | ca. 16           | [ 7 ]         |
| Sdgk(k)ms(s) | T1b     | 707                | unbekannt                              | ca. 1994       | 16440    | 2'2'         | 1x 15200                   | ca. 37         | ca. 16           | [ 57 ]        |
| Sdgmss       | T2      | -                  | unbekannt                              | ca. 1984       | 17290    | 2'2'         | 1x 16050                   | ca. 35         | ca. 20           | [ 7 ] [ 13 ]  |
| Sdgmns       | T3      | 743                | MSV Studénka, Talbot, Waggonbau Niesky | ca. 1990       | 18340    | 2'2'         | 1x 16425                   | ca. 69         | ca. 21           | [ 7 ] [ 57 ]  |
| Sdgns(s)     | T4.0    | -                  | Talbot                                 | ca. 1992       | 19740    | 2'2'         | 1x 18500                   | ca. 68         | ca. 22           | [ 19 ]        |
| Sdgnss       | T4.1    | -                  | Ferriere Cattaneo                      | ca. 2003       | 20000    | 2'2'         | unbekannt                  | unbekannt      | unbekannt        | [ 19 ]        |
| Sdgnss       | T4.2    | -                  | Waggonbau Niesky                       | ca. 2007       | 20000    | 2'2'         | 1x 18400                   | ca. 69         | ca. 20           | [ 20 ]        |
| Sdgnss       | T5      | -                  | Tatravagónka, Ferriere Cattaneo        | ca. 2009       | 20000    | 2'2'         | 1x 18650                   | ca. 69         | ca. 21           | [ 58 ]        |
| Sdggmrs      | -       | 739, 744           | Talbot                                 | ca. 1997       | 33940    | 2'2'2'       | 2x 16100                   | ca. 102        | ca. 33           | [ 7 ] [ 57 ]  |
| Sdggmrs(s)   | T2000   | 736                | Ganz, Tatravagónka                     | ca. 2001       | 33940    | 2'2'2'       | 2x 15420                   | ca. 102        | ca. 33           | [ 7 ] [ 57 ]  |
| Sdggmrrs     | Mega II | -                  | Ferriere Cattaneo                      | ca. 2003       | 36880    | 2'2'2'2      | 1x 16475 (P); 1x 16925 (C) | ca. 57         | ca. 36           | [ 26 ]        |
| Sdggmrss     | MTW     | -                  | Ferriere Cattaneo                      | ca. 2011       | 38280    | 2'2'2        | 1x 17250 (P); 1x 17750 (C) | ca. 60         | ca. 40           | [ 28 ]        |
| Sdggmrs(s)   | T3000e  | 738, 738.1         | Meva, Tatravagónka, Ferriere Cattaneo  | ca. 2006       | 34200    | 2'2'2'       | 2x 16185                   | ca. 100        | ca. 35           | [ 59 ] [ 60 ] |
| Sdggmrs(s)   | TWIN I  | 717                | Tatravagónka, MEVA, Astra Vagoane      | ca. 2008       | 34030    | 2'2'2        | 2x 15761                   | ca. 100        | ca. 36           | [ 14 ]        |
| Sdggmrs(s)   | TWIN II | -                  | Tatravagónka                           | ca. 2014       | 34030    | 2'2'2'       | 2x 15761                   | ca. 100        | ca. 35           | [ 61 ] [ 62 ] |
| Sdggmrss     | T4000   | -                  | Tatravagónka, Ferriere Cattaneo        | ca. 2022       | 34200    | 2'2'2'       | 2x 16185                   | ca. 99         | ca. 36           | [ 56 ]        |
| Sdggmrss     | -       | -                  | Talleres Alegría                       | 2023           | 34200    | 2'2'2'       | -                          | -              | 36,2             | [ 63 ]        |

## Sonstiges
Beim Eisenbahnunfall auf der Storebæltsbro wurde ein aus Taschenwagen gebildeter Güterzug von Sturmböen erfasst, die dazu beitrugen, dass sich ein Sattelanhänger aus der vorgeschriebenen Position löste und in das Lichtraumprofil eines entgegenkommenden Personenzugs gedrückt wurde. Eine Untersuchung der dänischen Unfallbehörde Havarikommissionen ergab, dass die nicht ordnungsgemäße Verriegelung eines Stützbocks in Kombination mit einem starken seitlichen Winddruck sowie einem geringen Gewicht des kaum beladenen Sattelanhängers zu der Katastrophe geführt hatten.

## Modellbau
T1-Taschenwagen für die Modelleisenbahn werden schon länger in Spur H0 u. a. von Roco und Märklin, in Spur TT von der Firma Tillig sowie in Spur N von Roco und Trix angeboten. Modernere und zeitgemäßere Modelle in H0 sind der T3 und T5 von Roco, der „Papagei“ von Tillig, der T2000 von Roco, der T3000 von Rocky-Rail und der T3000e von ROCO, Piko und Märklin. Von zwei kleineren H0-Herstellern gab es den T3 (Ade/Hobbytrade) und T4.0/T4.1 (Kombimodell). Letzterer hat auch weitere Typen wie T5, T2000 usw. angekündigt, aber bislang nicht ausgeliefert.